# Trentino
Das Trentino, amtlich Autonome Provinz Trient (italienisch Provincia autonoma di Trento), ist eine Provinz im Norden Italiens und der südliche Teil der Region Trentino-Südtirol. Ihre Autonomie erhielt die Provinz 1972 durch das Zweite Autonomiestatut, mit dem die Region entmachtet und die Autonomie an die Provinzen Trient und Bozen – Südtirol weitergereicht wurde. Die Provinz hat 546.709 Einwohner (31. Dezember 2024), eine Gesamtfläche von rund 6200 Quadratkilometern und gliedert sich in 166 Gemeinden mit 15 Talgemeinschaften. Das Trentino ist zudem Teil der Europaregion Tirol–Südtirol–Trentino, die im Wesentlichen dem Gebiet des Kronlandes Tirol des früheren Kaisertums Österreich und der nachfolgenden österreichisch-ungarischen Monarchie entspricht.
Größte Stadt und Sitz der autonomen Landesregierung ist Trient, das vor allem für das im 16. Jahrhundert abgehaltene Konzil bekannt ist. Seit 1989 wirbt der Trentiner Fremdenverkehrsverband mit einem Schmetterling als Markenzeichen, da das Trentino in seinen Umrissen einem solchen ähnelt. Dabei wird auf einen Vergleich Cesare Battistis zurückgegriffen, der bereits Ende des 19. Jahrhunderts die Form des Landes mit der eines Schmetterlings beschrieben hat. Der Naturpark Adamello-Brenta, die seenreiche Berglandschaft und nicht zuletzt die zahlreichen Skigebiete, darunter Madonna di Campiglio, verhalfen der Provinz ab den 1970er Jahren zu einem touristischen Aufschwung.

## Namen
Der Name Trentino bezeichnete ursprünglich ab dem 17. Jahrhundert das Land um die Stadt Trient (ältester Beleg 1670).
Die Bewohner der Stadt wurden Trentini genannt. Seit dem 19. Jahrhundert wurde die Bezeichnung im Zuge der Sezessionsbestrebungen italienischer Nationalisten von Tirol und Österreich auf das gesamte Gebiet der beiden Tiroler Kreise Trient und Rovereto ausgedehnt. Die beiden im Zuge der Verwaltungsreform von 1803 errichteten Kreise umfassten die geschlossen italienisch besiedelten Gebiete Tirols, das ladinische Fassatal und weitere von Ladinern und Deutschen bewohnte Sprachinseln. Im Wesentlichen war damit das Gebiet der heutigen Autonomen Provinz Trient gemeint.
Erstmals im nationalpolitischen Sinne gebraucht wurde die Bezeichnung Trentino 1810 vom Juristen und ehemaligen Hofkanzler des Hochstifts Trient Francesco Vigilio Barbacovi. Die Bezeichnungen Trentino und Trentini wurden im Vormärz popularisiert, insbesondere mit dem Reisehandbuch des aus dem Nonsberg stammenden Priesters Gioseffo Pinamonti von 1836, und von der italienischen Nationalbewegung ab 1866 allgemein im nationalpolitischen Gegensatz zu Tirol und Tiroler gebraucht.
In ähnlicher Weise wurde von deutschsprachiger Seite im inoffiziellen Sprachgebrauch der Begriff Welschtirol (auch Welsch-Tirol), Welsch-Südtirol oder schlicht Südtirol für das heutige Trentino benutzt, um den italienisch- und ladinischsprachigen (auch jenen im heutigen Südtirol) vom deutschsprachigen Teil Tirols zu unterscheiden und jeglichen italienischen Ansprüchen auf diesen Teil Tirols auch sprachlich Einhalt zu gebieten. Der sich abzeichnende Nationalitätenkonflikt fand bereits in der Wahl des Landesnamens seinen Ausdruck und im Laufe des 19. Jahrhunderts bezeichneten sich italienisch Gesinnte zunehmend als Trentini und österreichisch Gesinnte als Tiroler.
Die Südtirol entsprechende Bezeichnung Tirolo Meridionale lebt in der Bezeichnung des Schützenbundes Compagnie Schützen del Tirolo Meridionale weiter. Hervorgehoben wird die Zugehörigkeit zu Alttirol auch im Namen des PATT (Partito Autonomista Trentino Tirolese), einer auf Autonomie bedachten Regionalpartei.
Amtlich trägt das Gebiet den Namen Autonome Provinz Trient, umgangssprachlich ist meist vom Trentino die Rede. Amtliche Bedeutung erhielt die Bezeichnung im Namen der 1948 errichteten Region Trentino-Südtirol, seit 1972 Autonome Region Trentino-Südtirol.
In den Minderheitensprachen wird das Trentino amtlich als Provinzia Autonoma de Trent (auf Ladinisch), Sèlbstendig Provintz vo Tria (auf Zimbrisch) und Autonome Provinz va Trea’t (auf Fersentalerisch) bezeichnet.

## Geografie

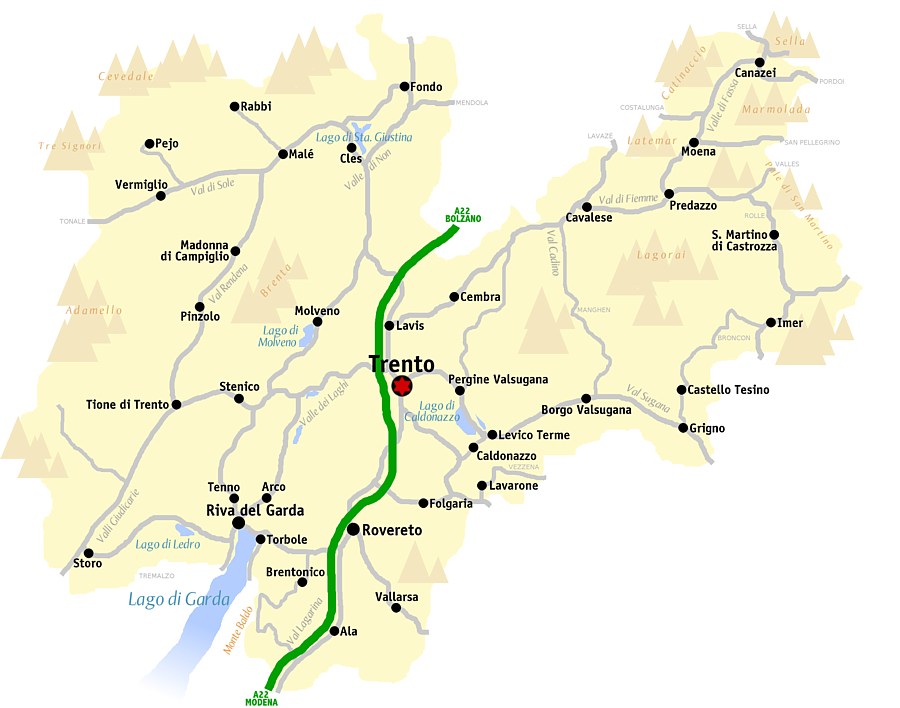
Karte der Provinz Trient

### Geographische Lage
Das Trentino liegt im mittleren Nordosten Italiens und bildet von der Salurner Klause im Norden bis ca. 15 km vor die Veroneser Klause im Süden einen Teil der Brennerachse. Im Norden grenzt es an Südtirol, im Osten, Südosten und Süden an die venetischen Provinzen Belluno, Vicenza und Verona, sowie im Westen und äußersten Nordwesten an die lombardischen Provinzen Brescia und Sondrio.
Westlich von Rovereto hat das Trentino Zugang zum Nordufer des Gardasees, den es sich mit den Provinzen Verona und Brescia teilt. Darüber hinaus hat es Anteil am Welterbe Dolomiten, deren Brentagruppe im Westen der Provinz vollständig im Trentino liegt, während die Rosengartengruppe, der Latemar, die Marmolata und die Palagruppe im Nordosten teilweise zum Trentino gehören.

### Landschaftsbild
Weite Teile des Trentino werden von einer bewaldeten Gebirgslandschaft eingenommen, wobei die Gipfel – mit Ausnahme im Süden des Landes – in der Regel jenseits der Baumgrenze liegen. Die Hochebenen hingegen werden als ausgedehnte Weideflächen für Almwirtschaften genutzt. Zudem gibt es im Trentino etliche Seen eiszeitlichen Ursprungs, die über die gesamte Provinz verstreut in verschiedenste Lagen eingebettet sind. Annähernd 300 sind es an der Zahl – ca. 10 % aller Seen des gesamten Alpenraums – mit insgesamt ca. 35 km² Wasserfläche.
Der Naturraum des Trentino lässt sich grob in fünf Talsysteme unterteilen, deren Bäche teilweise verschiedenen Flusssystemen angehören, und die unterschiedlich komplex mit ihren jeweiligen Seiten- und Nebentälern verflochten sind. Das Etschtal bildet dabei so etwas wie das zentrale Rückgrat und ist von Norden nach Süden in die Kulturlandschaften Rotaliana-Ebene, Trientner Becken und Vallagarina unterteilt. Das nordwestliche Talsystem erstreckt sich vom Tonalepass durchs Val di Sole und anschließend durchs breit geöffnete Nonstal bis in die Rotaliana-Ebene und wird größtenteils vom Nonsbach, dem wasserreichsten Nebenfluss der Etsch, durchflossen. Vom Nordosten her hingegen hat sich der Avisio von seiner Quelle an der Marmolata aus durchs Fassatal, das Fleimstal und schließlich das Cembratal seinen Weg zur Etsch gebahnt, in die er bei Lavis mündet. Östlich von Trient, jenseits der Wasserscheide von Marzola, erstreckt sich zwischen Caldonazzosee und Enego die Valsugana. Sie wird vom Brenta durchflossen, dessen Lauf am Abfluss des Caldonazzosees seinen Ursprung hat und der ein eigenes Flusssystem bildet, das am Oberlauf in der Valsugana vor allem von Gebirgsbächen südlich der Lagoraigruppe gespeist wird. Das komplexeste und vielfältigste Talsystem der Provinz bilden schließlich die südwestlichen Täler im Gebiet der Judikarien und der Valle dei Laghi. Dabei bilden die Inneren Judikarien sowie die Valle dei Laghi zwei parallel verlaufende Haupttäler, die der Fluss Sarca durch ein Seitental der Äußeren Judikarien verbindet, um schließlich im unteren Sarcatal bei Torbole in den Gardasee zu münden. Im Übrigen sind das untere Sarcatal und die Vallagarina die tiefstgelegenen Täler der Alpen.
Größere Ortschaften und die Städte sind entlang der Täler konzentriert, wobei das Etschtal mit Abstand am dichtesten besiedelt und entsprechend bebaut ist. Auf eine hohe Bevölkerungsdichte kommen auch das untere Sarcatal, in dem die Orte Riva del Garda, Arco und Torbole zu einem beinahe durchweg urbanisierten Raum zusammengewachsen sind, sowie die Valsugana.

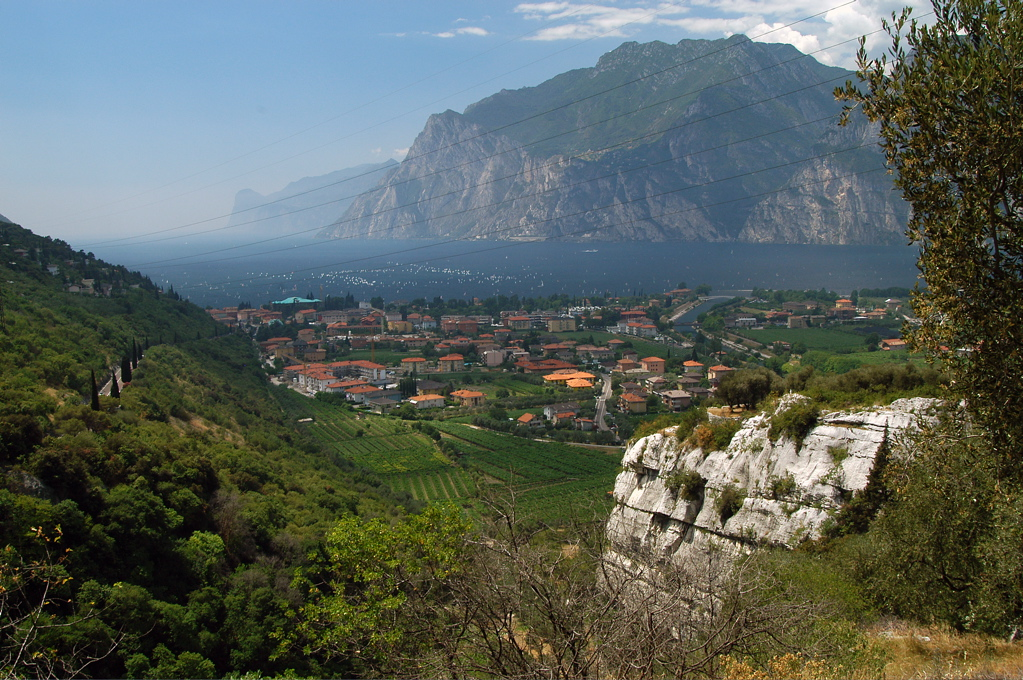
Nordufer des Gardasees mit Torbole
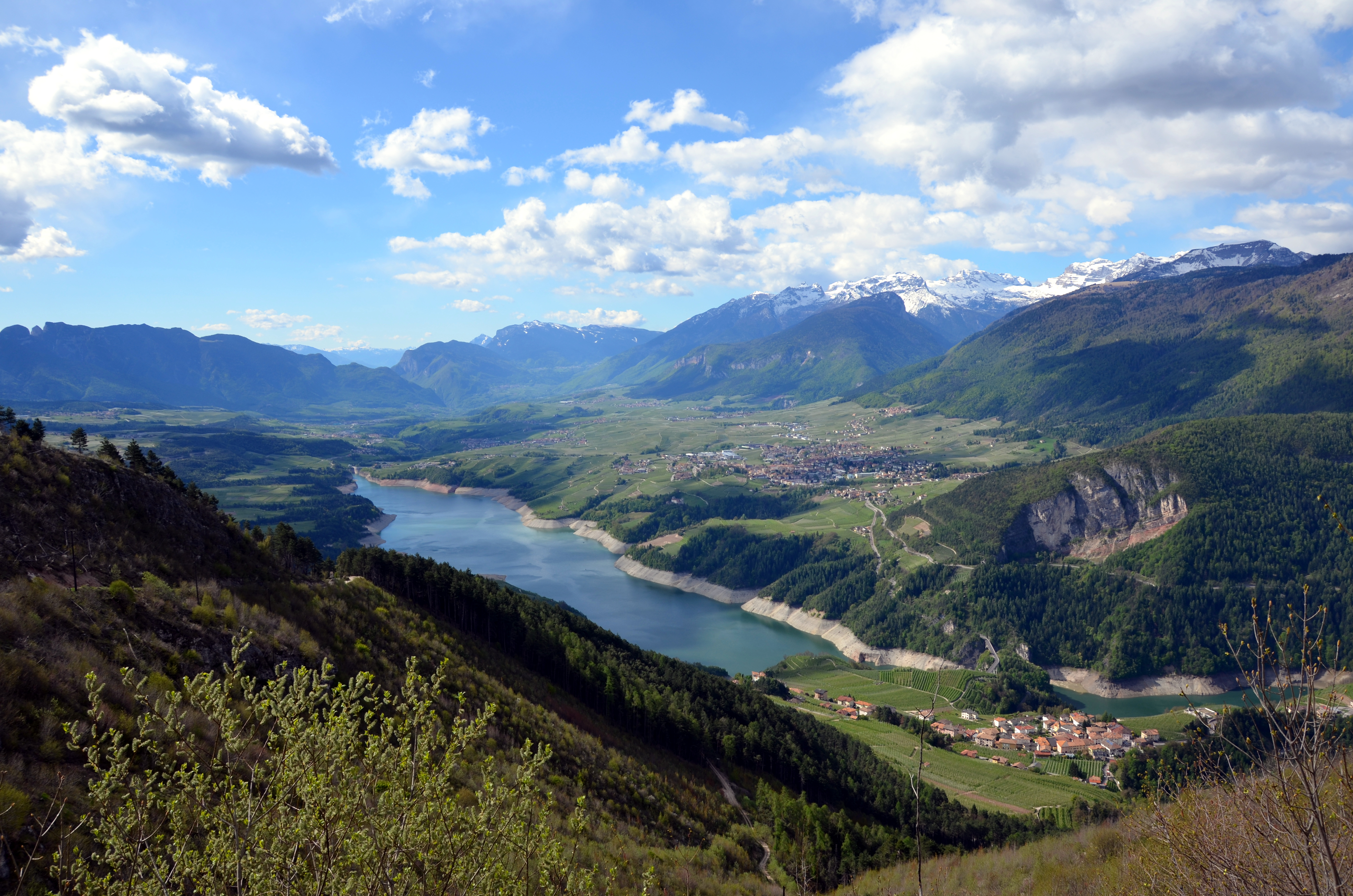
Nonstal, Santa-Giustina-Stausee
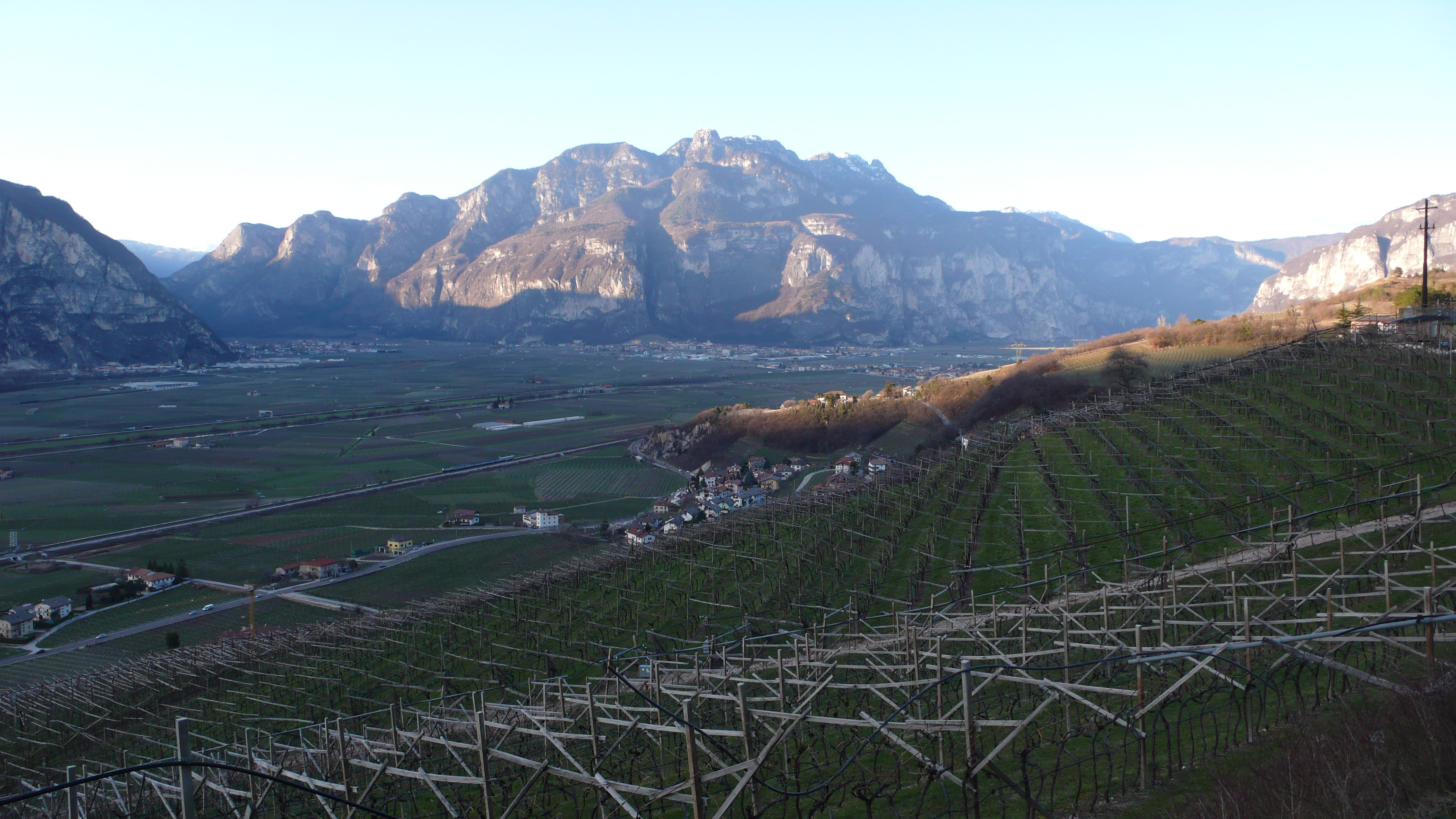
Etschtal, Piana Rotaliana
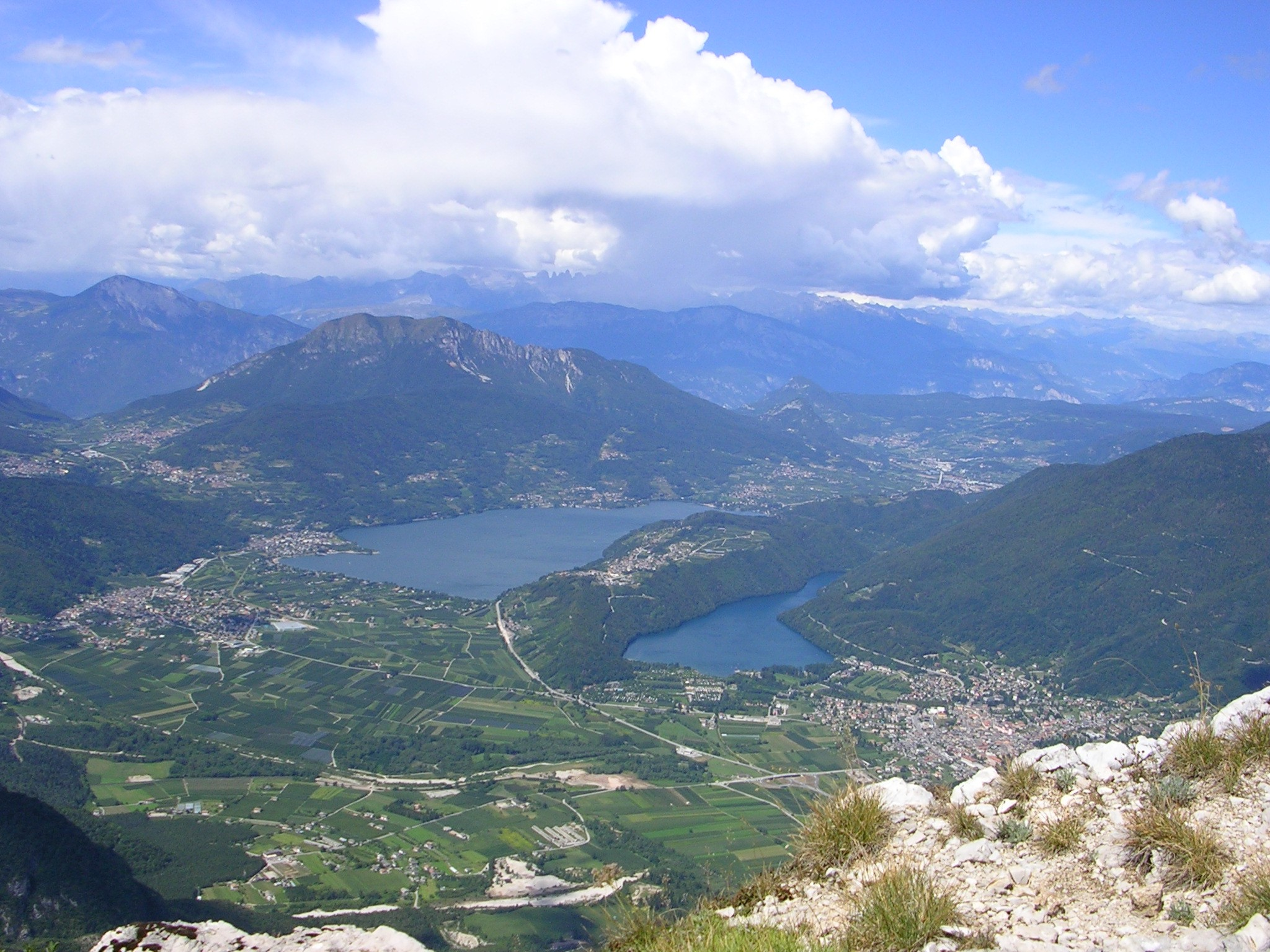
Valsugana mit Caldonazzo- und Levicosee
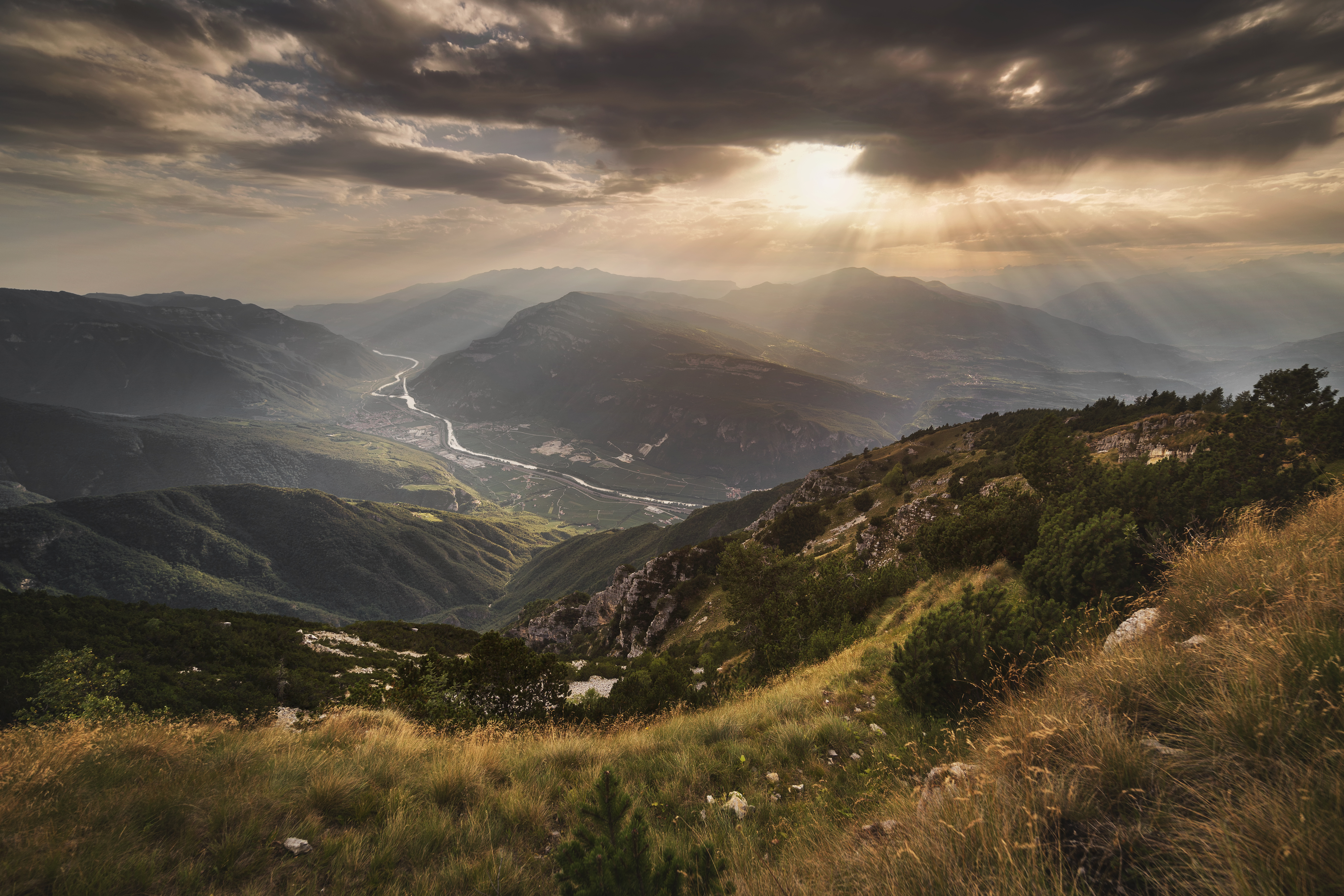
Vallagarina

### Berge und Hochebenen
Die Berge des Trentino gehören zu den südlichen Rätischen Alpen und den Dolomiten. Sie bestehen hauptsächlich aus Kalkgestein und Dolomit und gliedern sich in die Bereiche Adamello-, Presanella- und Brenta-Gruppe, die Judikarischen Alpen, die Dolomiten, die Lessinischen Alpen und die Sette Comuni. 60 Prozent des Provinzgebietes liegt oberhalb der 1000-m-Grenze. Der höchste Berg des Trentino ist der Monte Cevedale (3769 m s.l.m.) in der Ortlergruppe, weitere bedeutende Gipfel sind:
- Palòn de la Mare (3704 m s.l.m.)
- Punta San Matteo (3684 m s.l.m.)
- Presanella (3556 m s.l.m.)
- Monte Carè Alto (3462 m s.l.m.)
- Marmolata (3342 m s.l.m.)
- Cimon della Pala (3184 m s.l.m.)
- Cima Tosa (3173 m s.l.m.)
- Cima Brenta (3150 m s.l.m.)

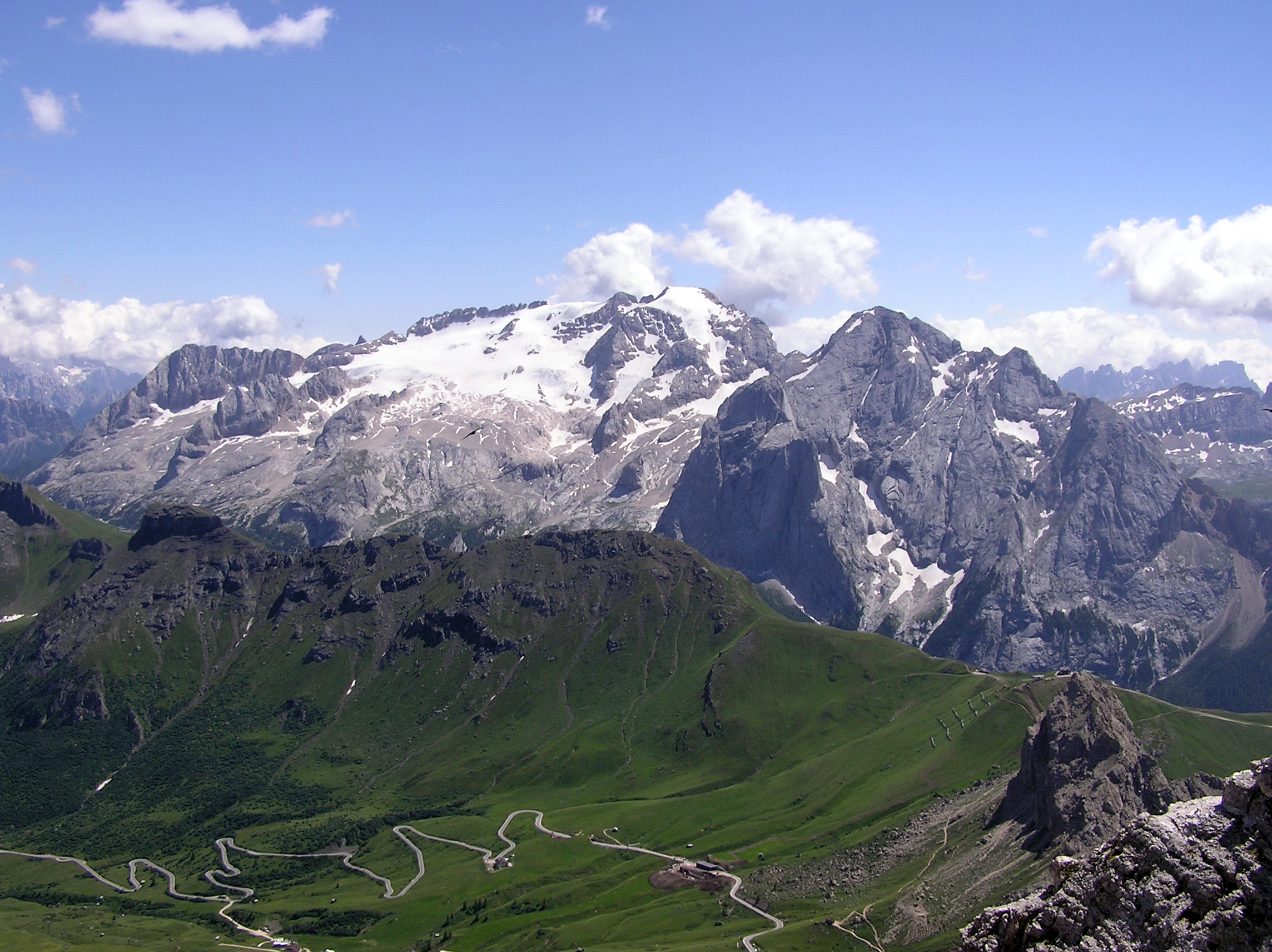
Marmolata
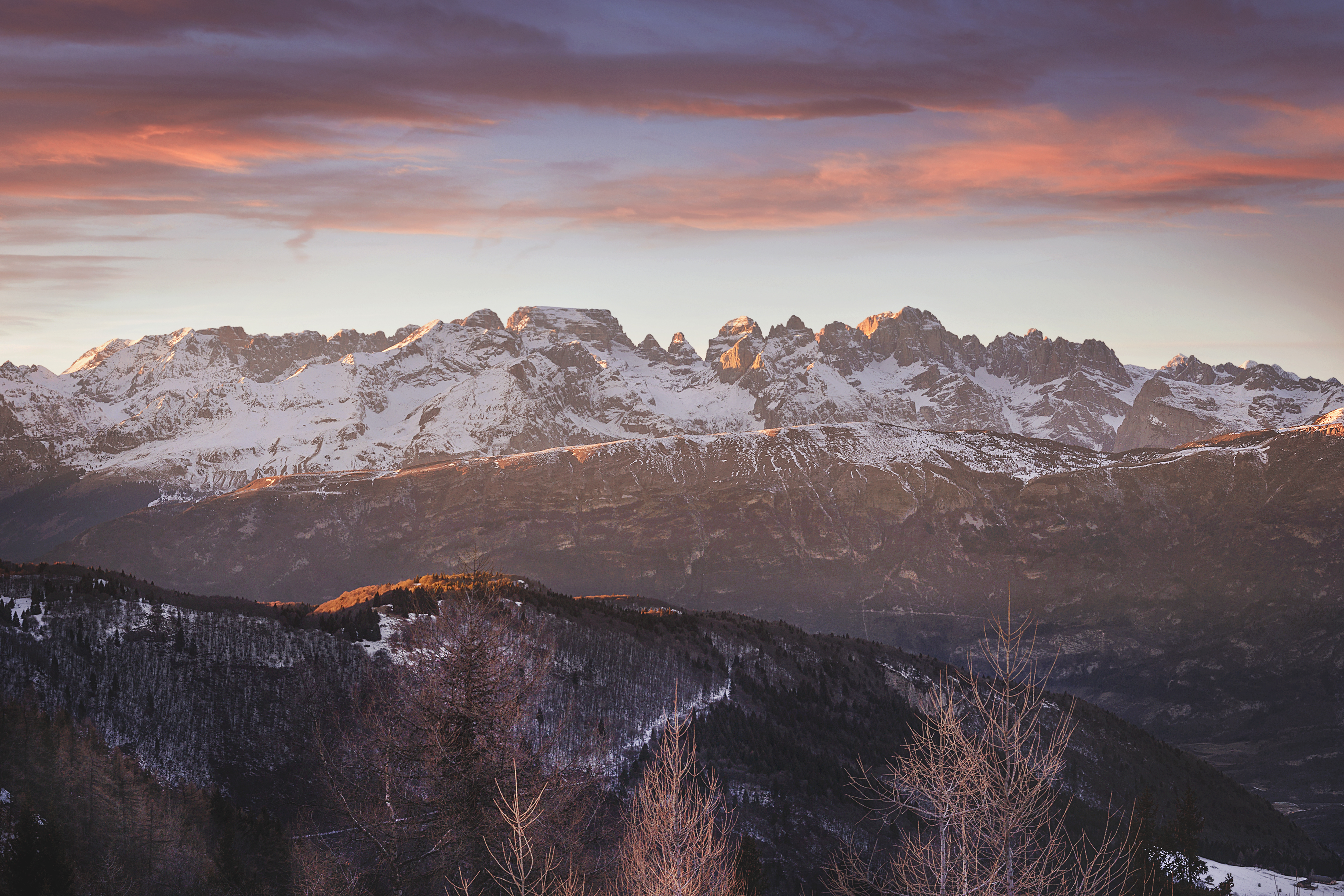
Brentagruppe
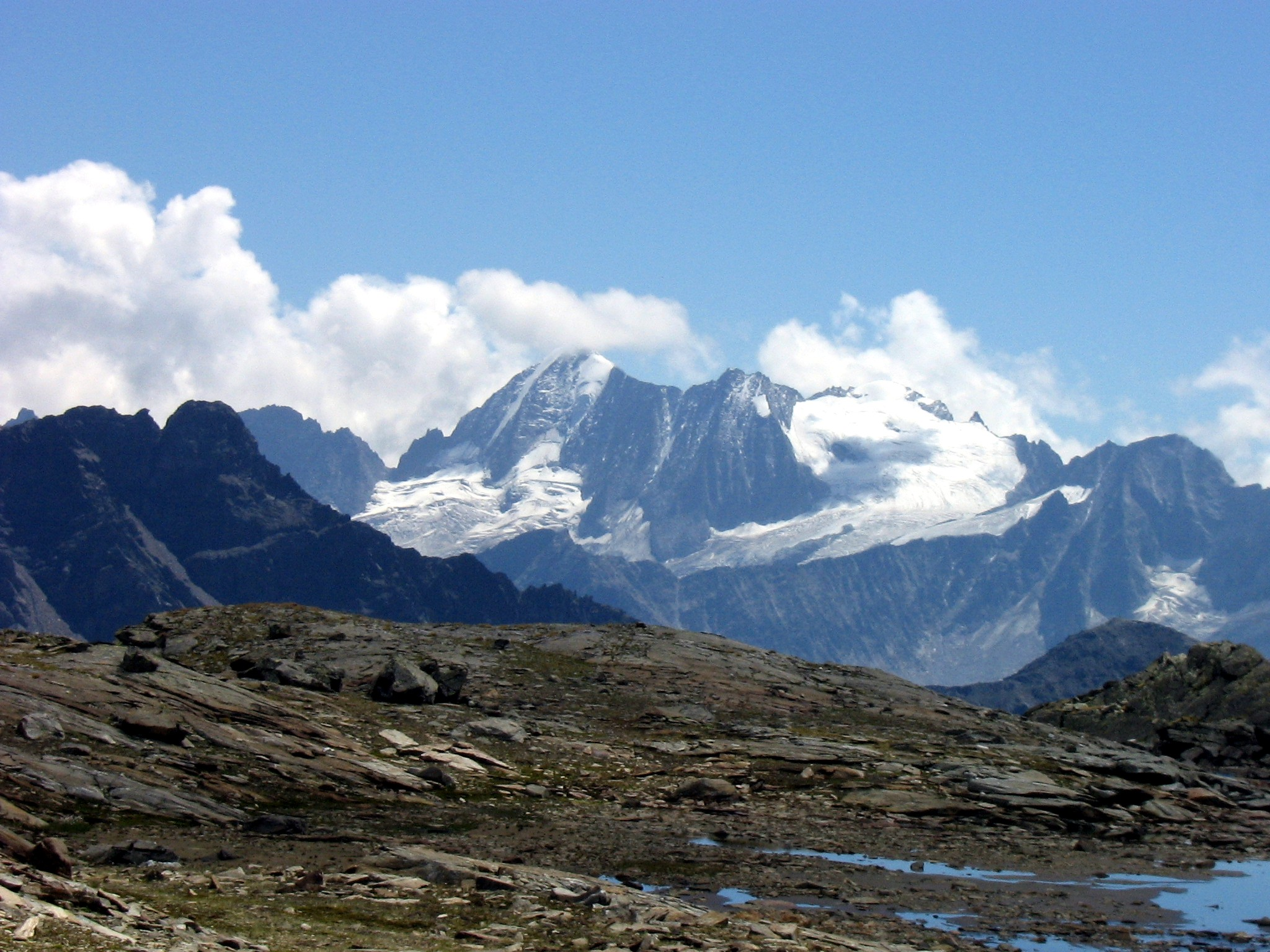
Presanella
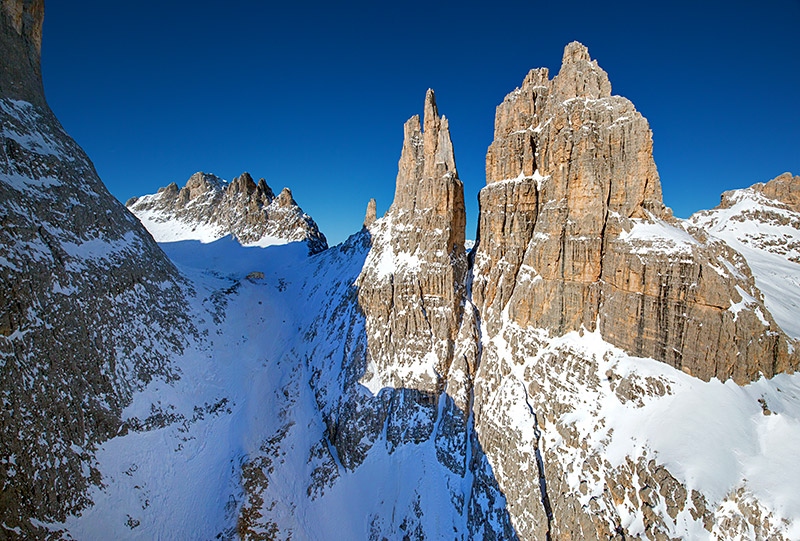
Rosengarten, Vajolettürme
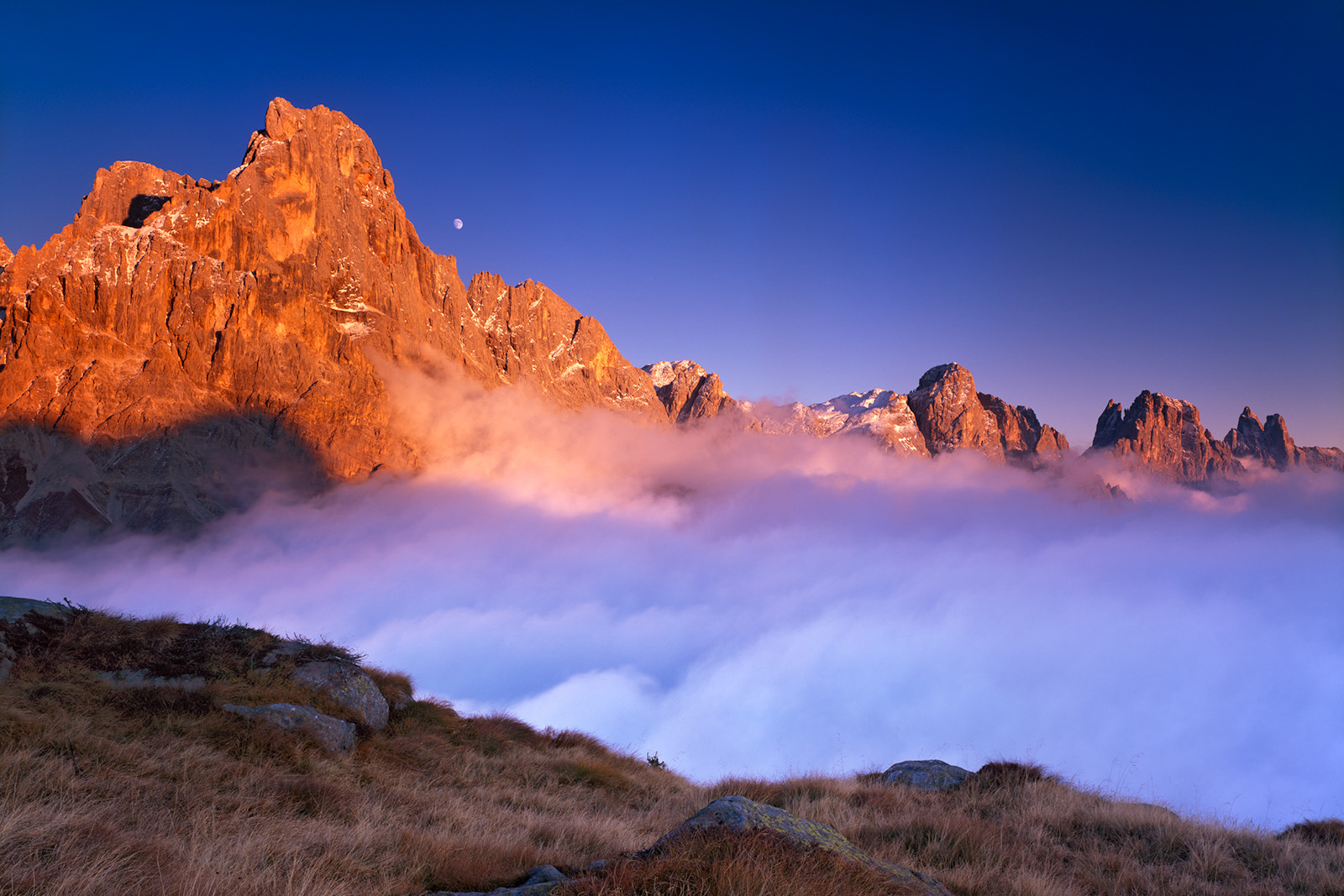
Palagruppe, Cimon della Pala

### Naturschutzgebiete
Über ein Drittel der Gesamtfläche des Trentino steht unter Naturschutz bzw. Landschaftsschutz. Über 3700 Pflanzen- und Tierarten kommen im Trentino vor, darunter auch der Braunbär. Neben dem in der Provinz Trient gelegenen südöstlichen Teil des Nationalparks Stilfserjoch liegen in der Provinz noch die zwei Naturparks Adamello-Brenta und Paneveggio – Pale di San Martino. Des Weiteren gibt es 143 ausgewiesene Natura 2000 Schutzgebiete, 42 von der Provinz eingerichtete Biotope sowie 223 von den Gemeinden eingerichtete Biotope. 2015 wurde außerdem von der UNESCO das Biosphärenreservat Ledroalpen und Judikarien im Südwesten der Provinz anerkannt

### Klima
Das vielseitige Landschaftsbild des Trentino mit seinen unterschiedlich großen und unterschiedlich ausgerichteten Tälern, mit seinen zahlreichen Bergketten, Seen, Senken und Hügeln schlägt sich auch auf das Klima in der Provinz aus. Auf Basis der Temperaturen lassen sich  prinzipiell vier Klimazonen unterscheiden:
- die niedrigen Zonen der Provinz mit dem Etschtal und dem nördlichen Bereich des Gardasees sind gekennzeichnet durch relativ kalte und schneearme Winter sowie durch heiße Sommer, die durch lokale Winde, wie der Ora abgekühlt werden;
- die Seitentäler wie die Valsugana und das Nonstal weisen dagegen moderatere Sommertemperaturen und etwas kältere Wintermonate auf;
- die Senken und Mulden im Bereich zwischen 500 und 1000 Höhenmetern, wie der Bleggio in den Äußeren Judikarien und der Talgrund des Fleimstals haben milde Sommermonate und kältere Winter
- sowie die Gebirgsbereiche mit kühlen bis milden und niederschlagsreichen Sommermonaten sowie kalten und schneereichen Wintern.

Was den Niederschlag betrifft lassen sich im Trentino signifikante Unterschiede ausmachen. So sind im südlichen Teil der Provinz die höchsten Niederschlagsmengen zu verzeichnen. Diese Bereiche sind den von Süden kommenden feuchten Luftmassen sowie den vorrangig von Westen kommenden Tiefdruckgebieten am stärksten ausgesetzt. Die von den Südstromungen weniger betroffenen Gebiete, wie das Fleims-, Fassa- oder Nonstal erhalten dagegen im Durchschnitt weniger Niederschlag. Des Weiteren sind auch bedeutende saisonale Schwankungen zu erkennen. Die an die Voralpen angrenzenden Bereiche wie das untere Etschtal, das Tal des Chiese, der obere Gardaseebereich und die Valsugana weisen im Frühjahr und im Herbst  zwei niederschlagsreiche Jahresspizen auf, während die Sommer- und vor allem die Wintermonate niederschlagsarm sind. Die von der Poebene am weitesten entfernten und zugleich höher gelegenen Bereiche zeigen dagegen eher eine inneralpine Niederschlagsverteilung, die durch Konvektion verursachte Niederschlagsspitzen im Sommer  gekennzeichnet ist.

## Verwaltung

### Talgemeinschaften

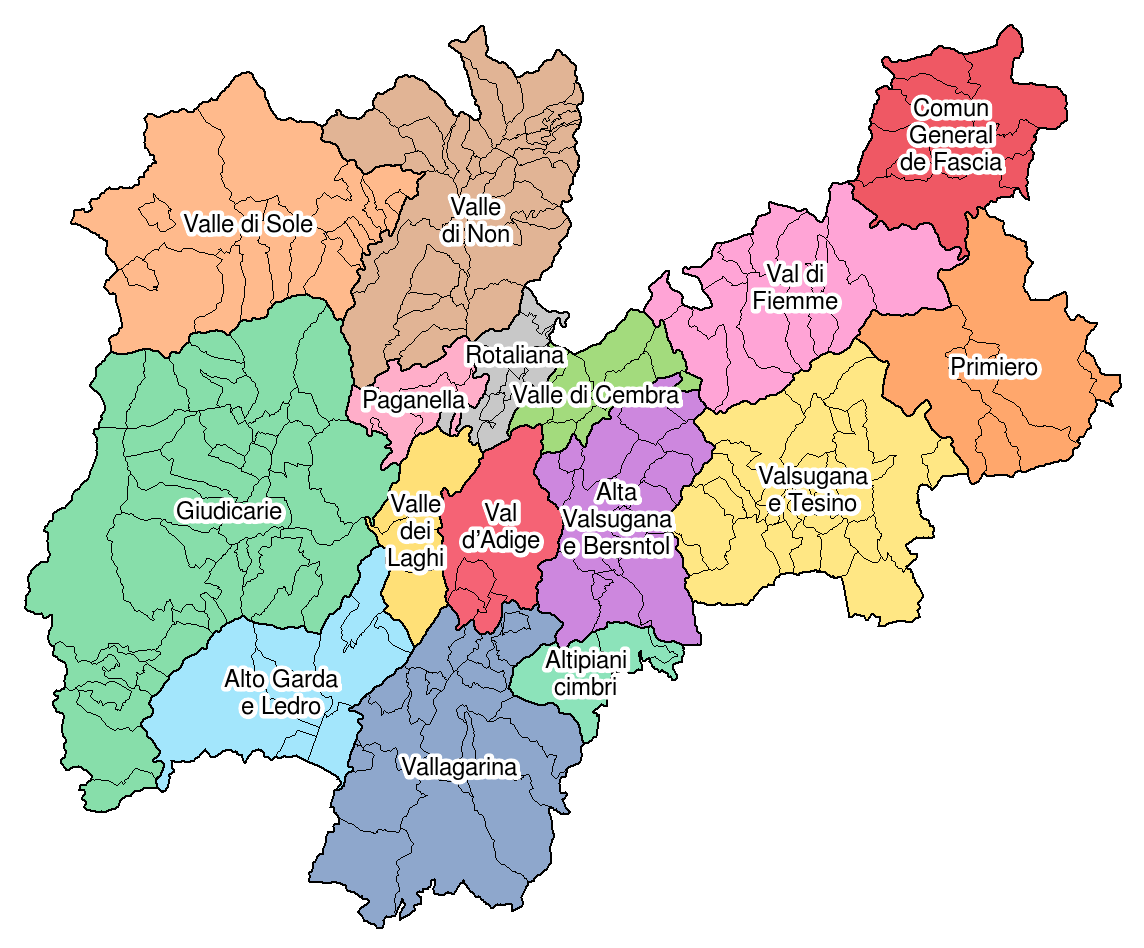
Administrative Einteilung in 15 Talgemeinschaften seit 2006

Historische Einteilung in 11 Distrikte bis zum Jahr 2006

Ähnlich wie Südtirol ist das Trentino in Gemeinschaften unterteilt, die aber seit 2010 nicht mehr Bezirksgemeinschaften, sondern Talgemeinschaften (ital. Comunità di valle) genannt werden. Im Zuge dieser Gebietsreform ist die Anzahl von 11 auf 15 Gemeinschaften gestiegen. Die vormalige Bezirksgemeinschaft Valle dell’Adige ist abgeschafft worden. Deren Funktionen werden teilweise von der Landeshauptstadt Trient sowie den südwestlich von Trient liegenden Gemeinden Aldeno, Garniga Terme und Cimone, die keiner Talgemeinschaft zugeordnet wurden in Form einer interkommunalen Verwaltungskooperation unter der Bezeichnung Territorio della Val d’Adige ausgeführt.
| Talgemeinschaft           | Deutscher Name                  | Verwaltungssitz                   | Fläche       | Bevölkerung |
| ------------------------- | ------------------------------- | --------------------------------- | ------------ | ----------- |
| Alta Valsugana e Bersntol | Oberes Suganertal und Fersental | Pergine Valsugana                 | 360,12 km²   | 54.453      |
| Alto Garda e Ledro        | Oberer Gardasee und Ledrotal    | Riva del Garda                    | 353,31 km²   | 50.582      |
| Altipiani Cimbri          | Hochebene der Zimbern           | Lavarone                          | 106,15 km²   | 04.551      |
| Valle di Cembra           | Zimmerstal                      | Cembra Lisignago                  | 135,34 km²   | 11.169      |
| Fascia                    | Fassatal                        | San Giovanni di Fassa             | 317,85 km²   | 10.056      |
| Paganella                 |                                 | Andalo                            | 97,85 km²    | 04.921      |
| Primiero                  | Primör                          | Primiero San Martino di Castrozza | 413,39 km²   | 09.899      |
| Rotaliana-Königsberg      |                                 | Mezzocorona                       | 94,40 km²    | 29.978      |
| Val di Fiemme             | Fleimstal                       | Cavalese                          | 414,70 km²   | 20.078      |
| Val di Non                | Nonstal                         | Cles                              | 597,12 km²   | 39.420      |
| Val di Sole               | Sulzberg                        | Malé                              | 611,57 km²   | 15.650      |
| Vallagarina               | Lagertal                        | Rovereto                          | 622,76 km²   | 90.891      |
| Valle dei Laghi           |                                 | Vallelaghi                        | 139,61 km²   | 10.873      |
| Giudicarie                | Judikarien                      | Tione di Trento                   | 1.175,18 km² | 37.335      |
| Valsugana e Tesino        | Suganertal und Tesino           | Borgo Valsugana                   | 577,99 km²   | 27.190      |

Stand: 1. Januar 2017

### Gemeinden
Die Autonome Provinz Trient hat 166 Gemeinden (Stand Januar 2020). Aufgrund von Eingemeindungen und Zusammenschlüssen ist die Zahl rückläufig, so gab es beispielsweise 2009 noch 217 Gemeinden. Die größten davon sind:
| Gemeinde          | Bevölkerung |
| ----------------- | ----------- |
| Trient            | 118.911     |
| Rovereto          | 040.297     |
| Pergine Valsugana | 021.592     |
| Riva del Garda    | 017.787     |
| Arco              | 017.654     |
| Mori              | 010.271     |
| Lavis             | 009.213     |
| Ala               | 008.860     |
| Levico Terme      | 008.288     |

Stand: 31. Dezember 2024
Die flächenmäßig größte Gemeinde ist mit 200,74 km² Primiero San Martino di Castrozza, die kleinste mit 1,7 km² Carzano. Die Gemeinde Rovereto besitzt mit 795 Einwohnern pro km² die größte Bevölkerungsdichte, die kleinste teilen sich die Gemeinden Bresimo und Valdaone mit jeweils 7 Einwohnern pro km². Mit 144 Einwohnern weist Massimeno die wenigsten Einwohner aller 166 Gemeinden in der Provinz Trient auf.

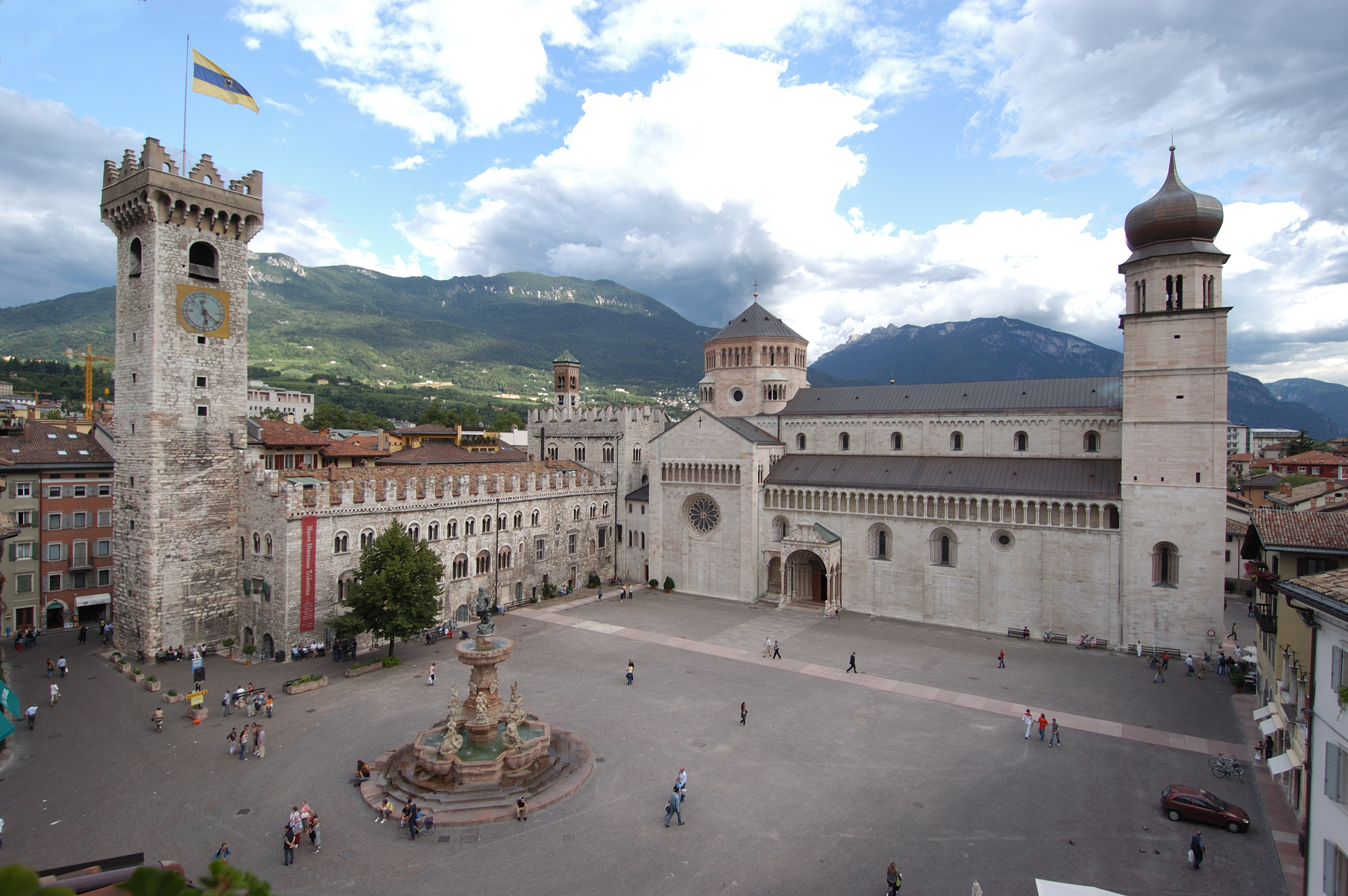
Trient, Piazza Duomo
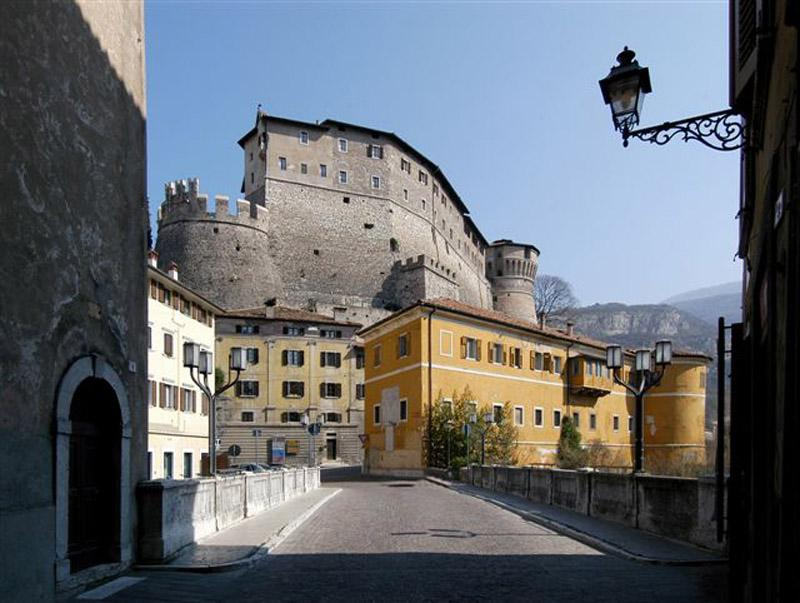
Rovereto, Burg
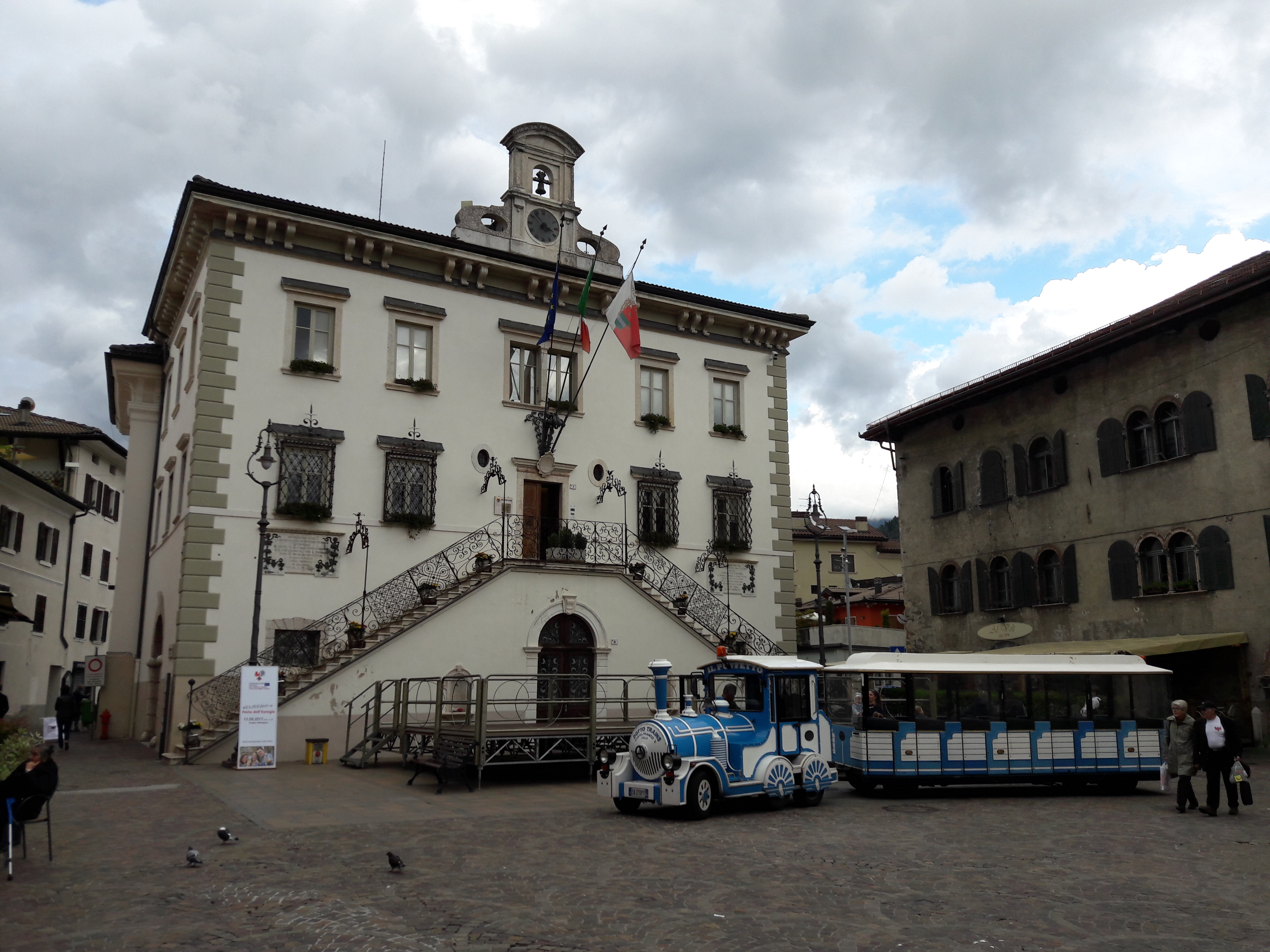
Pergine Valsugana, Rathaus
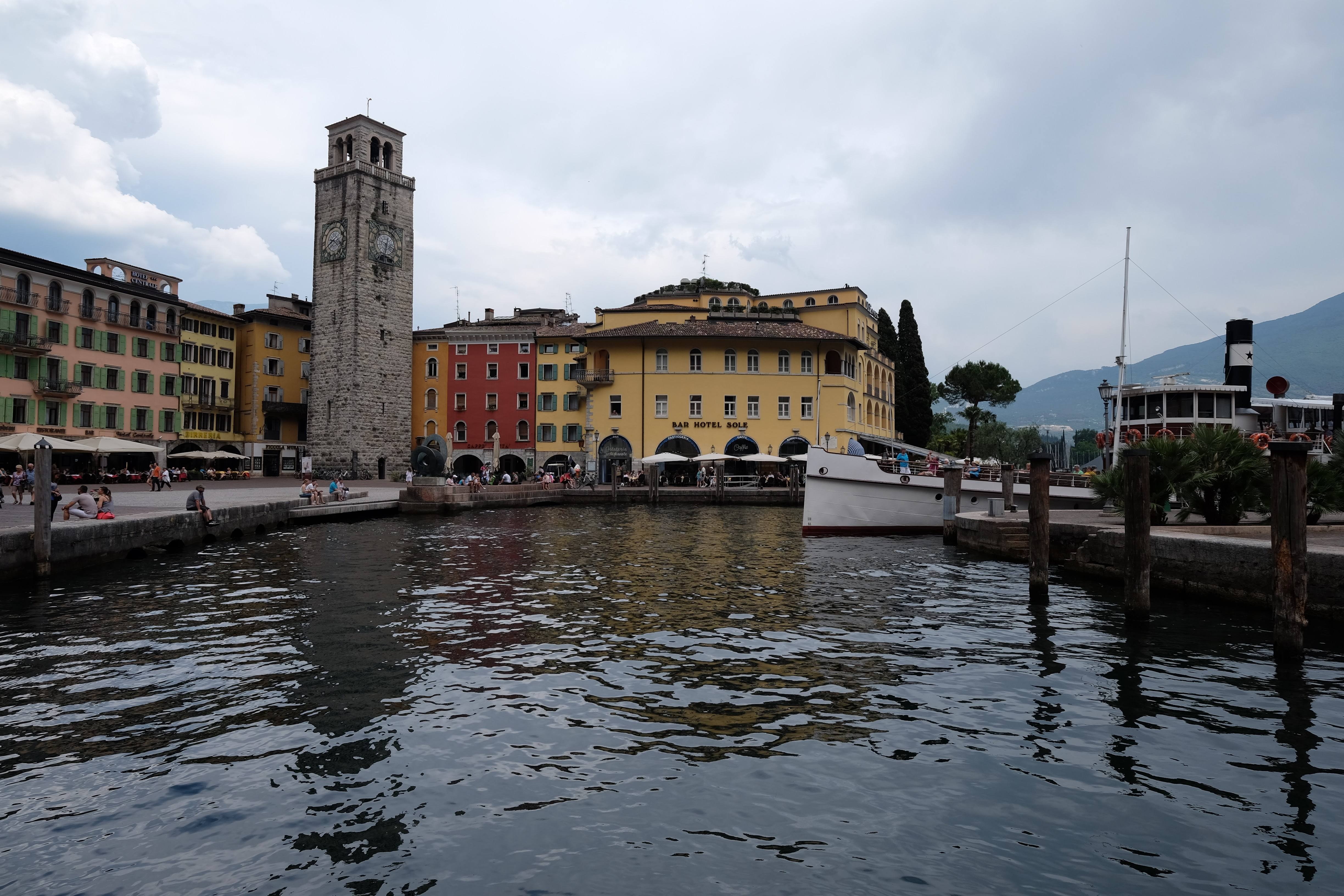
Riva del Garda, Hafen
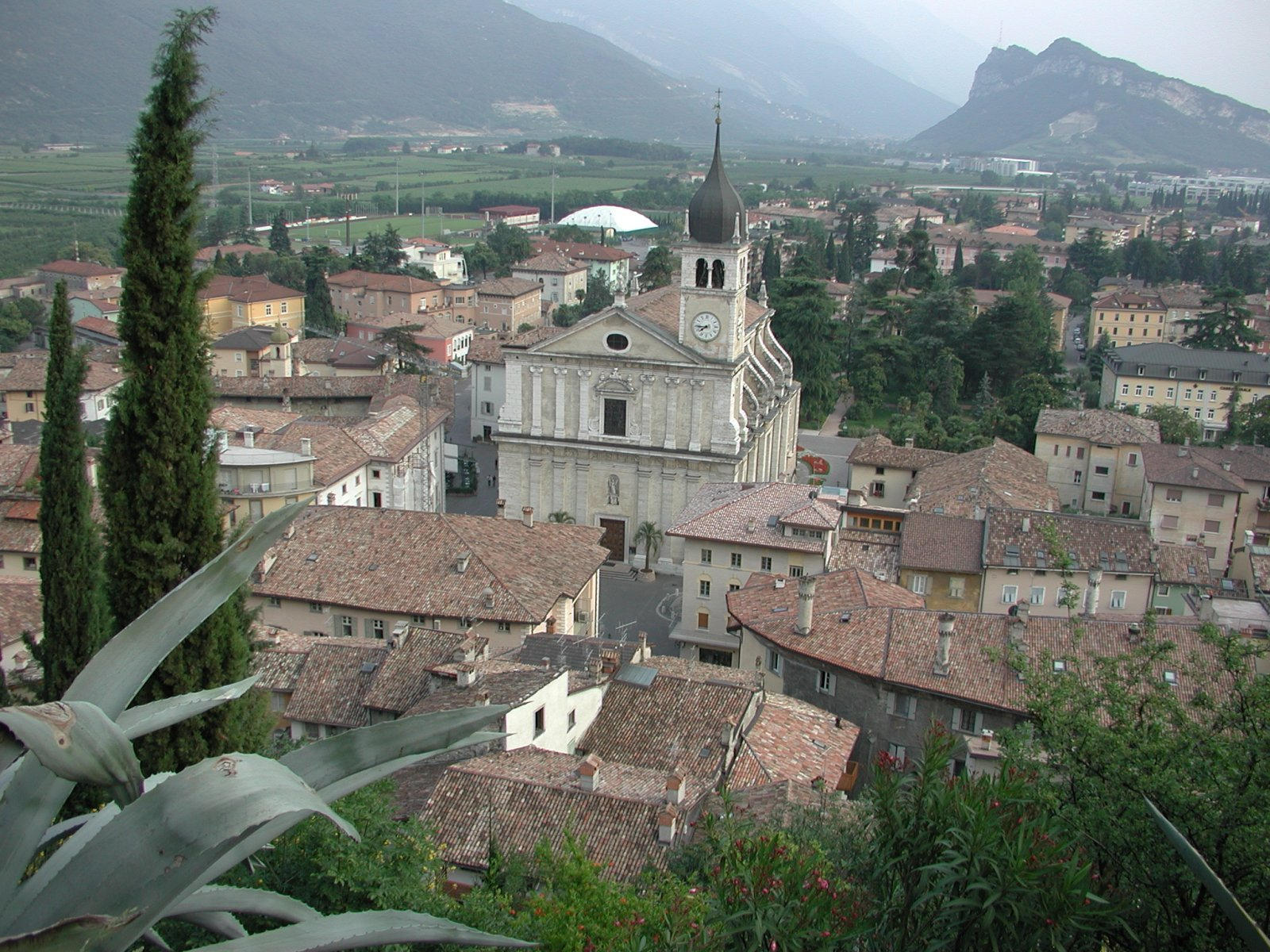
Arco, Pfarrkirche

## Sprachen

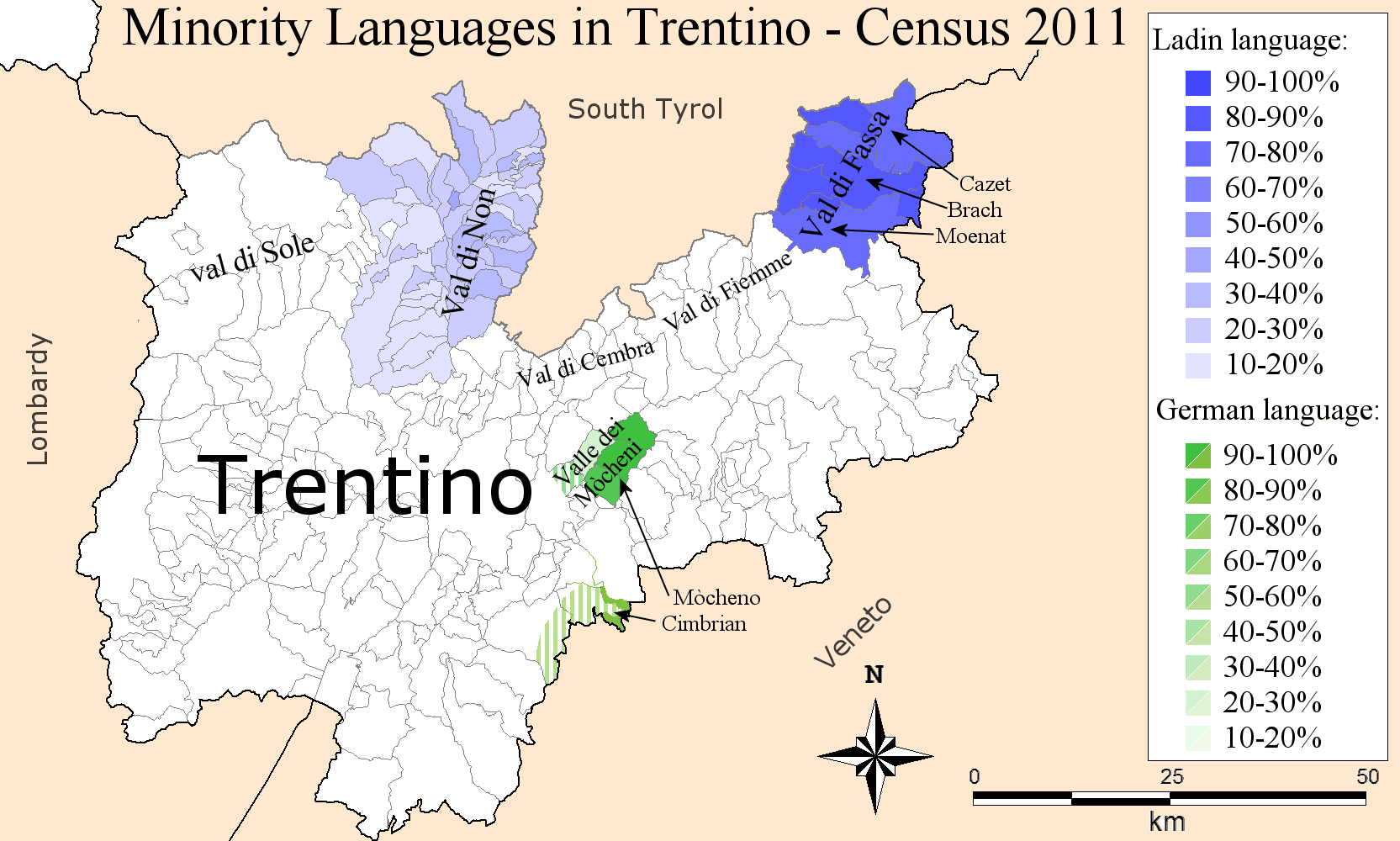
Minderheitensprachen im Trentino,
Volkszählung 2011

Im Gegensatz zu Südtirol werden im Trentino großteils Italienisch bzw. italienische Mundarten gesprochen. Einen einheitlichen Trentiner Dialekt gibt es nicht. Im Westen sind lombardische Einflüsse bemerkbar; im Osten, insbesondere in der Region Primiero und im unteren Suganertal, werden venetische Dialekte gesprochen. Dazwischen liegt ein sprachliches Übergangsgebiet, in dem auch Trient liegt; dieser Trentiner Dialekt wird ebenfalls am stärksten vom Venetischen beeinflusst. Vereinzelt kommen im Trentiner Dialekt auch vom Deutschen bzw. Bairischen abgeleitete Wörter vor.
Deutsche Mundarten, die dem Bairischen zuzuordnen sind, werden in den Sprachinseln der Zimbern (italienisch Cimbri) und Fersentaler (italienisch Mocheni) gesprochen, die als jeweils eigenständige Sprachen anerkannt sind. Während das Zimbrische noch von fast der gesamten Dorfbevölkerung in Luserna/Lusern gesprochen wird, ist es in Lavarone/Lafraun/Lavróu und Folgaria/Vielgereuth/Folgrait aufgrund der Italianisierungspolitik des italienischen Faschismus in der ersten Hälfte des 20. Jahrhunderts ausgestorben. Fersentalerisch wird in Fierozzo/Florutz/Vlarotz, Palù del Fersina/Palai im Fersental/Palai en Bersntol und Frassilongo/Gereut/Garait, einschließlich Roveda/Eichleit/Oachlait gesprochen. Ebenfalls wird die deutsche Sprache von einem Teil der Bevölkerung in der Gemeinde Ruffrè-Mendola/Ruffreit-Mendel gesprochen, die sich in unmittelbarer Nachbarschaft zu Südtirol befindet. Darüber hinaus wurde noch bis ins frühe 19. Jahrhundert in ausgedehnten Gebieten des Trentino Deutsch oder Ladinisch gesprochen.
Die Sprachgrenze verlief bis um 1800 rund 15 Kilometer südlich von Salurn bei der Einmündung des Noce (dt. Ulz) und des Avisio (dt. Efeis) in die Etsch. Das gesamte links der Etsch gelegene Gebiet einschließlich der Stadt Trient (ausgenommen die Täler am Avisio und das Gericht Ivano in der Unteren Valsugana) hatte vom 11. bis 17. Jahrhundert, teils darüber hinaus, eine deutsche Mehrheit oder eine starke deutsche Minderheit. Das Cembratal, Fleimstal (ausgenommen die deutschen Orte Altrei und Truden) sowie der Nonsberg (ohne Deutschnonsberg) und der Sulzberg waren ladinisch.
Das italienische Trentino entstand in seiner heute kompakten Form erst durch eine intensive Italianisierungsphase durch ethnische Homogenisierung seit Mitte des 18. Jahrhunderts.
In einigen Tälern, namentlich im Fassatal (lad. Val de Fascia), ist die ladinische Sprache in Gebrauch. Anerkannte ladinische Gemeinden sind Campitello di Fassa/Ciampedel, Canazei/Cianacei, Mazzin/Mazin, Moena, Pozza di Fassa/Poza, Soraga/Sorèga, Vigo di Fassa/Vich. Am Nonsberg (lad. Val de Non) und vereinzelt noch am Sulzberg (lad. Val de Sol) werden die Idiome Nones und Solander gesprochen, deren Anerkennung als Ladinisch bislang erfolglos geblieben ist.
Seit der Volkszählung von 2001 können die Bürger des Trentino ihre Zugehörigkeit zu einer sprachlichen Minderheit – ladinische, fersentalerische oder zimbrische – angeben. Bei der letzten Volkszählung 2011 haben sich im Nonstal erstmals mehr Ladiner als im Fassatal erklärt.
| Minderheit      | 2001 Sprecheranzahl | 2001 Anteil an der Gesamtbevölkerung | 2011 Sprecheranzahl | 2011 Anteil an der Gesamtbevölkerung |
| --------------- | ------------------- | ------------------------------------ | ------------------- | ------------------------------------ |
| Ladinisch       | 16.462              | 3,5 %                                | 18.550              | 3,5 %                                |
| Fersentalerisch | 02.276              | 0,5 %                                | 01.660              | 0,3 %                                |
| Zimbrisch       | 00.882              | 0,2 %                                | 01.072              | 0,2 %                                |

## Geschichte

### Von der Urgeschichte bis zur Antike
Das Trentino repräsentiert mit Südtirol die Verbindungsregion zwischen dem mediterranen und dem zirkumalpinen Raum. Die Besiedlung des Trentino beginnt – außer seltenen mittelpaläolithischen Spuren – im Spätpaläolithikum. Es können Siedlungszonen im Gebirge und im Tal unterschieden werden, wobei von über 200 Fundstellen lediglich zehn im Tal liegen. Dies ist durch die massiven Talablagerungen erklärbar. Bei den Talfundstellen handelt es sich im Etschtal um 23 Abris mit umfassender Stratigraphie, die auf das Altmesolithikum zurückgeht und im Spätmesolithikum zunimmt (Sesshaftwerdung). Während der Neolithisierung wurden die Felsdächer zunächst aufgelassen und Freilandstationen bevorzugt. Die Phase 2 der Vasi-a-bocca-quadrata-Kultur (VBQ) konnte für diesen Zeithorizont erstmals in Isera in der Örtlichkeit Torretta nachgewiesen werden.
Die mächtige Schichtenabfolge mit fünf Horizonten bestand aus:
- VBQ 3 mit Ritz- und Stichverzierungen (in Isera 1)
- VBQ 3 mit Verzierungen mit Chassey-Einflüssen (in Isera 2) und Fiavé-Castelaz di Cagnò (in Isera 3 und 4)
- sowie Keramik mit glatten Leisten vom Typ Tamins-Carasso (Isera 5).

In Isera 1 und 2 wurden erstmals Höhensiedlungen in strategisch günstiger Lage besiedelt. In Isera 3 und 4 wurden auch Abris wieder genutzt. Die Feuchtbodensiedlung tritt als neue Besiedlungsart auf. Isera 5 brachte die Verarmung der Keramik und ihrer Zierelemente. Charakteristisch wurde die Verbreitung der metallurgischen Tätigkeit. Die meisten Felsdächer wurden erneut genutzt, allerdings in Zusammenhang mit der Transhumanz, der Kupferverarbeitung sowie für Grabanlagen. Die Verarmung der keramischen Formen wurde als Folge der nun notwendigen Mobilität erklärt.
Seit dem 1. Jahrhundert vor Christus geriet das Gebiet des heutigen Trentino unter römische Herrschaft. Ob es sich bei dem Ort Tridentum (Trient) um eine keltische oder rätische Gründung handelt, gilt als ungeklärt. Belegt ist sie seit dem 1. vorchristlichen Jahrhundert. Um 50 bis 40 v. Chr. wurde Tridentum zum römischen Municipium erhoben und nach römischer Verwaltungsgliederung das umliegende Land dem Municipium als Territorium zugewiesen. Das Gebiet der römischen Stadt umfasste weitgehend das Gebiet der heutigen Provinz Trient ausgenommen die Untere Valsugana, Primiero und das Fassatal, dafür einschließlich des Südtiroler Unterlandes mit Bozen und dem Etschtal bis zur Einmündung der Passer in die Etsch und im Eisacktal bis zur Einmündung des Tinnebaches in den Eisack südlich von Klausen.

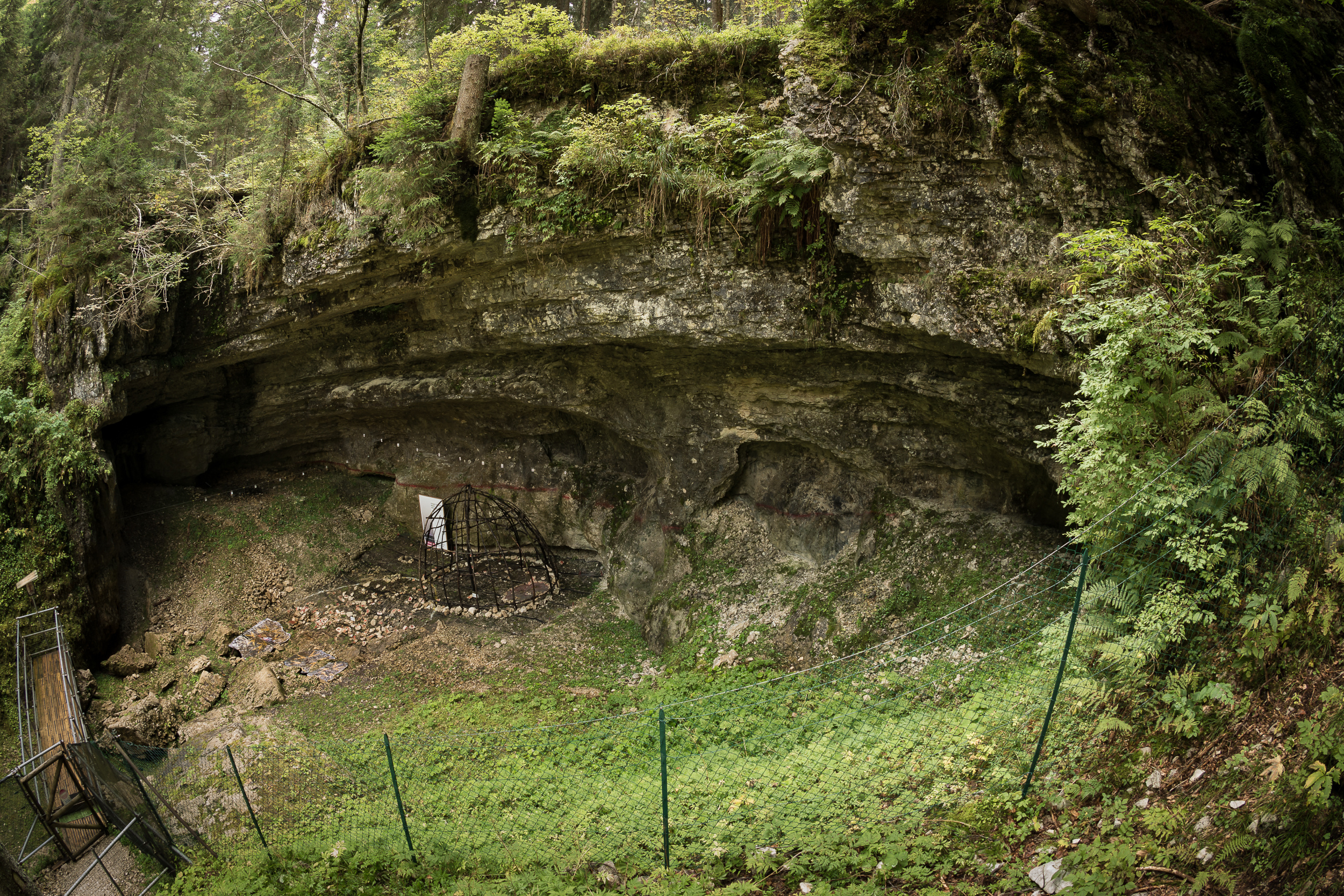
Riparo Dalmeri, Jungpaläolithikum
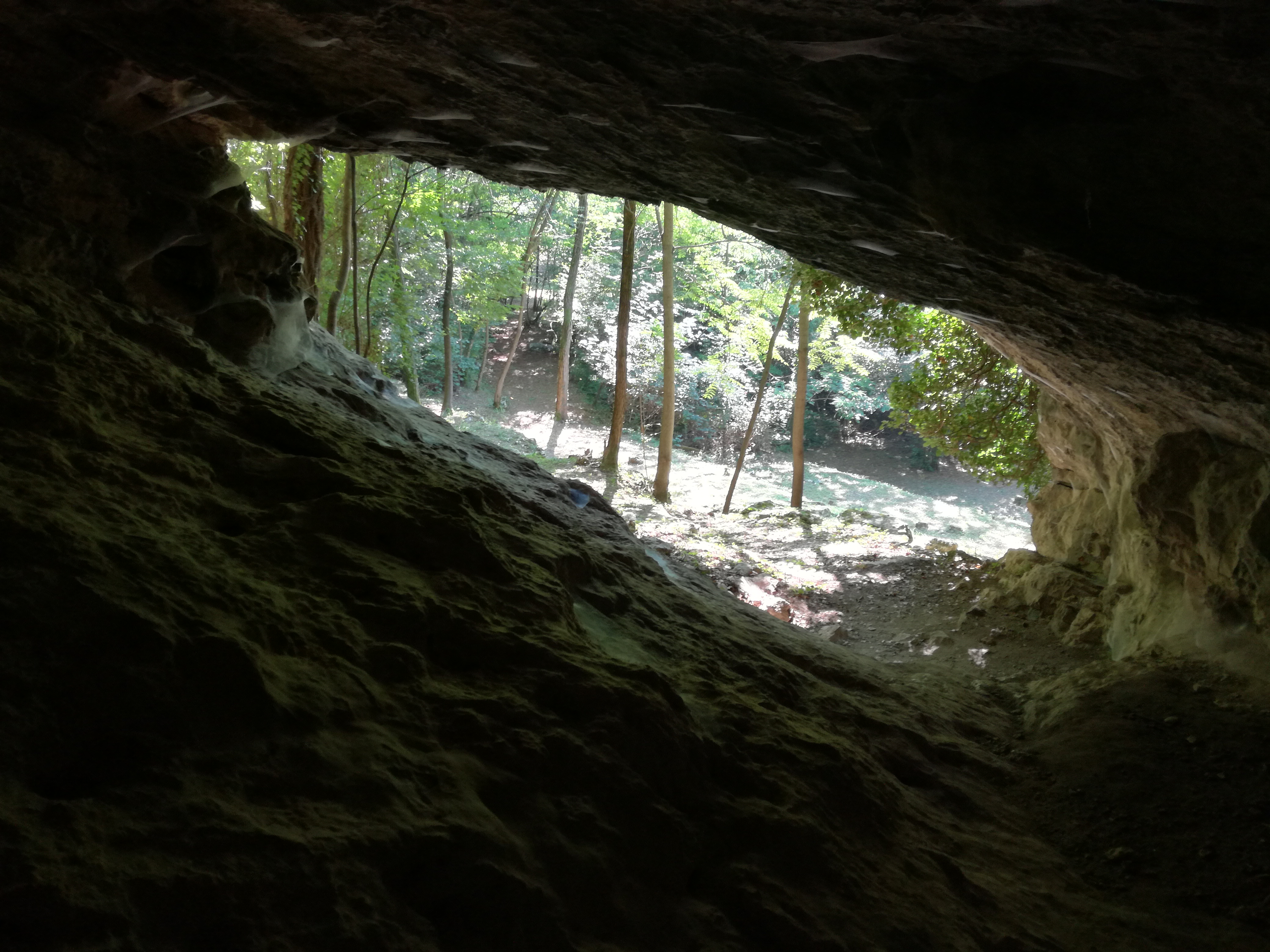
Abri, Busa dell’Adamo, Mittelsteinzeit
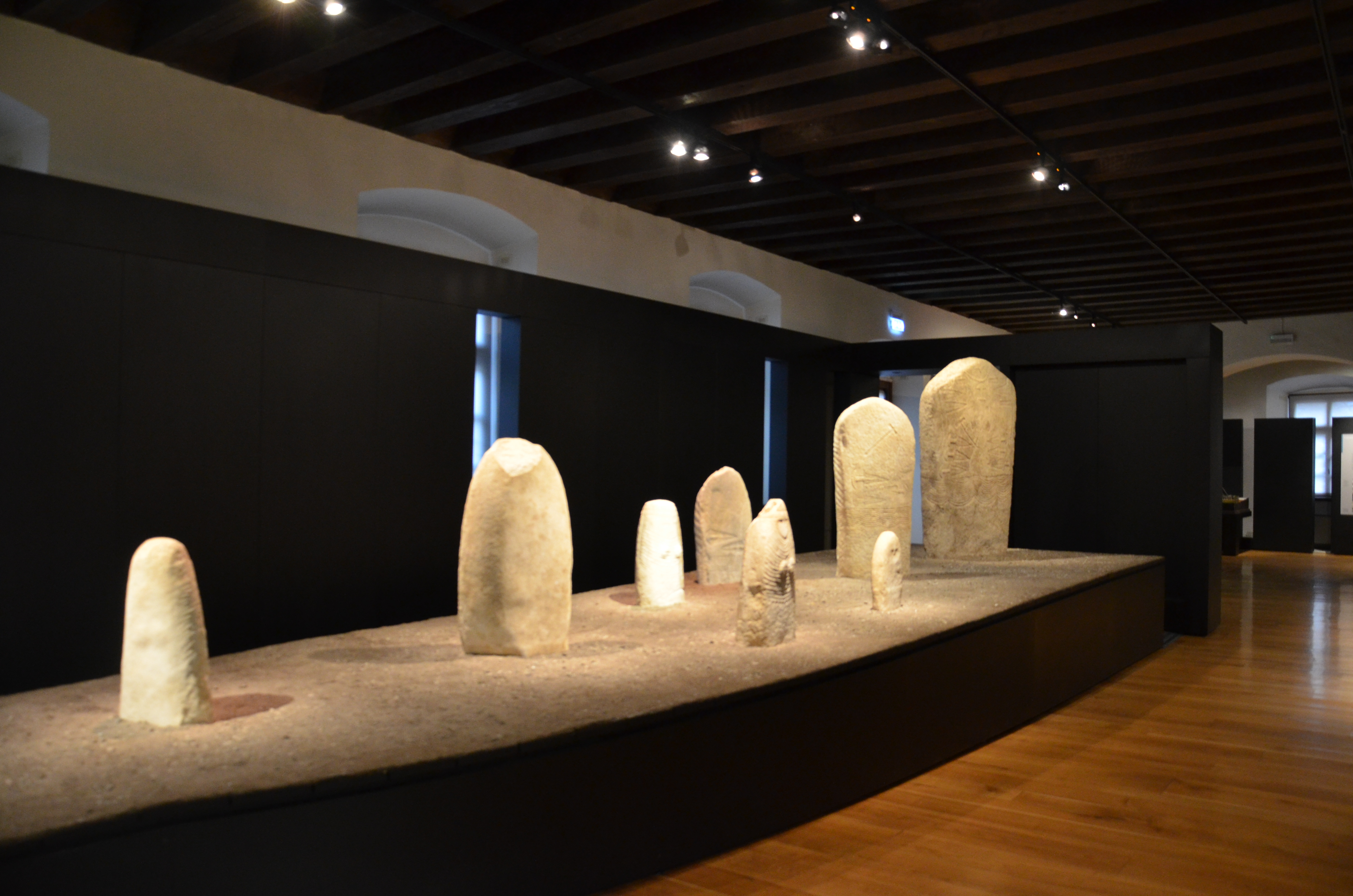
Statuenmenhire Arco, Kupfersteinzeit
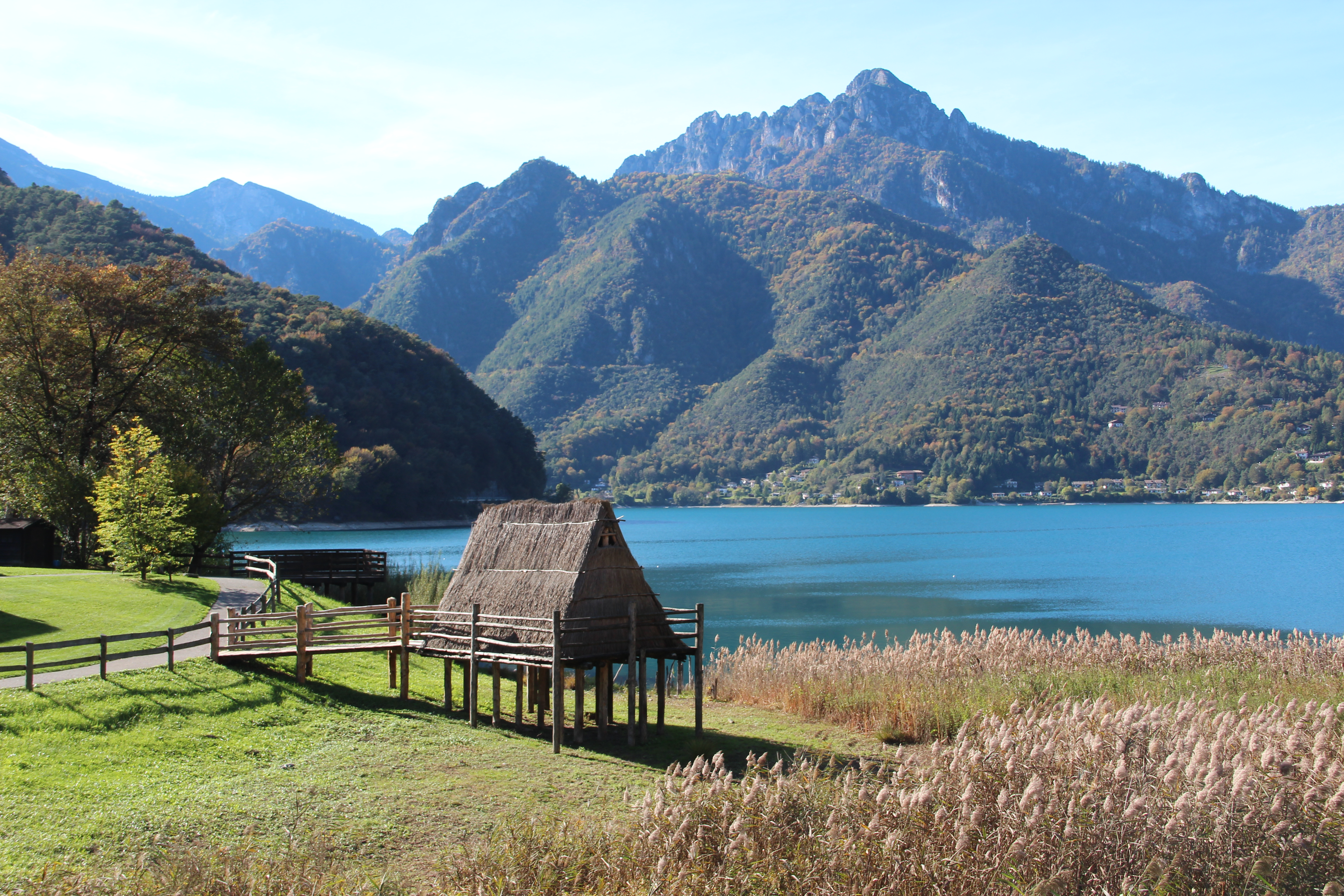
Pfahlbauten am Ledrosee, Polada-Kultur Bronzezeit
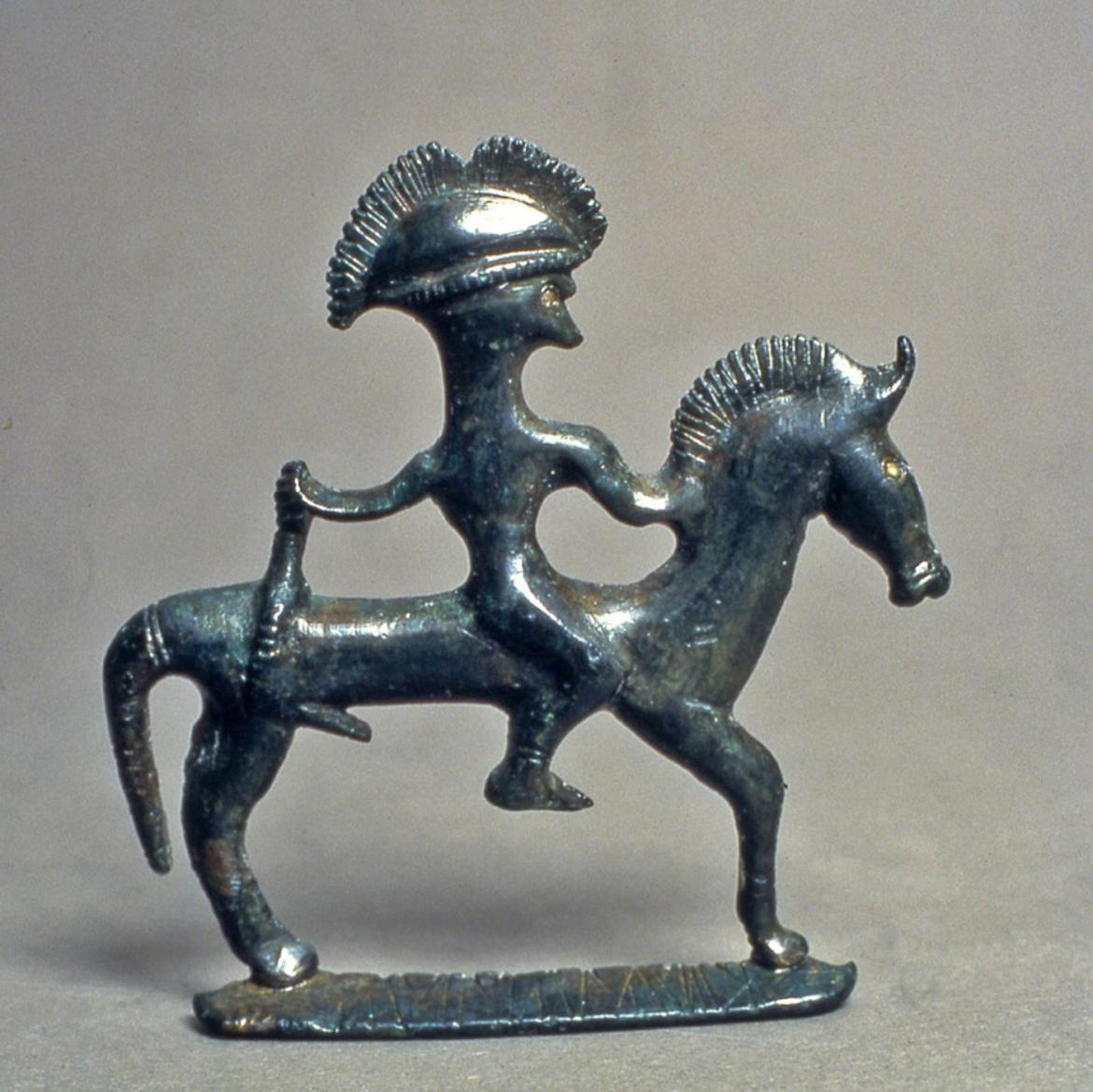
Reiter von Sanzeno, Eisenzeit
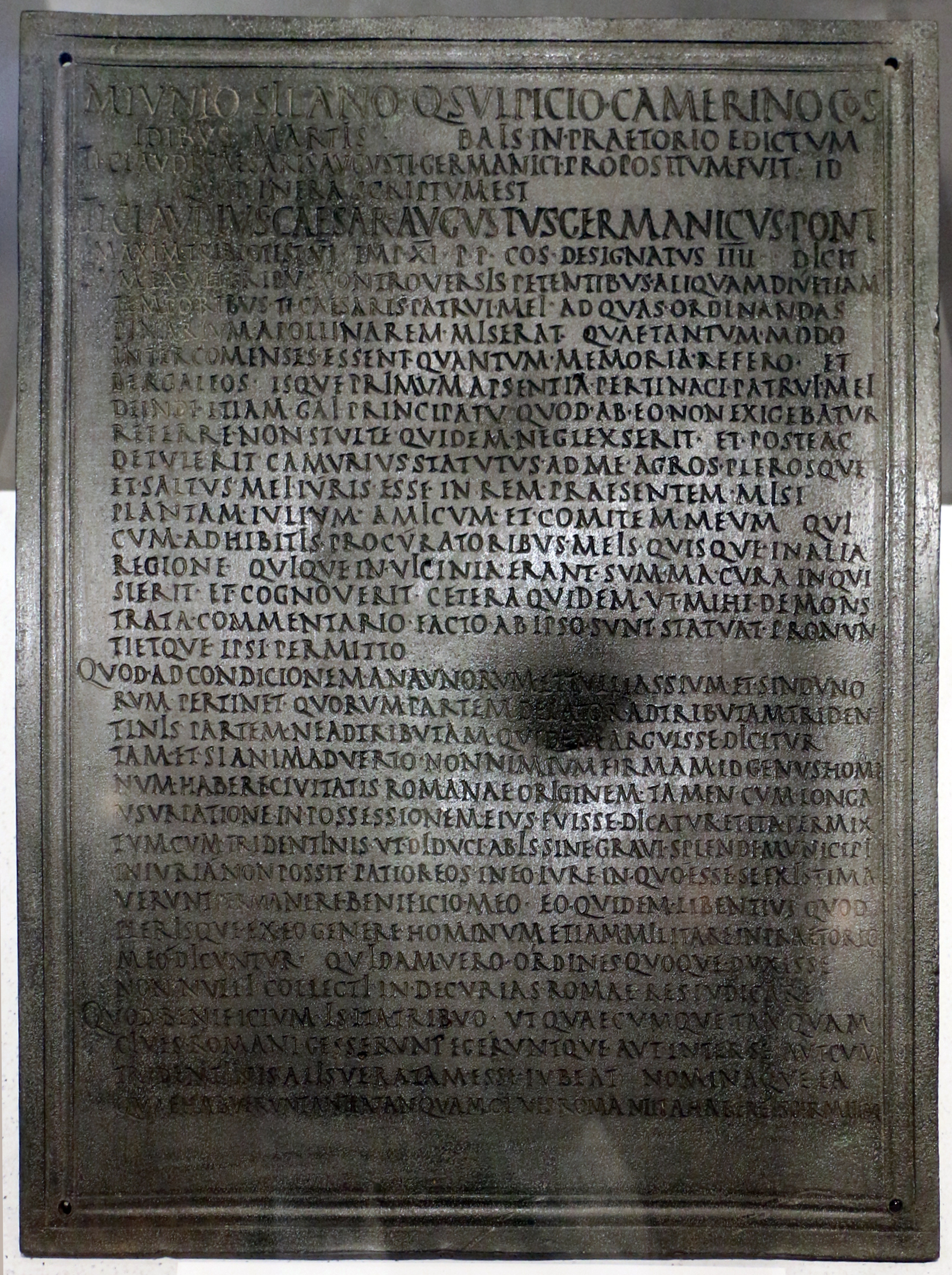
Tabula Clesiana 46 n. Chr.

### Mittelalter und Frühe Neuzeit
Das Gebiet wurde im 4./5. Jahrhundert christianisiert und Trient Bischofssitz. Ende des Jahres 400 erlitt Bischof Vigilius in der Val Rendena das Martyrium. Er wird von 385 bis 400 als dritter Bischof von Trient gezählt.
Nach dem Zusammenbruch des Weströmischen Reiches gelangte das heutige Trentino unter die Herrschaft der Ostgoten. 568/569 folgte die Eroberung durch die Langobarden. Sie errichteten auf dem Gebiet des ehemaligen Municipiums Tridentum das langobardische Herzogtum Trient, das zu den bedeutendsten des Langobardenreiches zählte. Bereits im 7. Jahrhundert musste das Gebiet von Bozen nördlich von Branzoll und links der Etsch bis zur Passer an die Baiern abgetreten werden.
Mit der Eingliederung der Langobardia Maior 774 in das Frankenreich unter Karl dem Großen wurde die karolingische Verwaltungseinteilung eingeführt. Das langobardische Herzogtum wurde zur fränkischen Grafschaft der langobardischen Krone.
Im Jahre 952 trennte Otto I., König des Ostfrankenreiches, seit 951 auch König von Italien und späterer Kaiser die Markgrafschaft Verona vom Regnum Italicum und gliederte sie dem Stammesherzogtum Baiern an, darunter auch die Grafschaft Trient, die damit Teil des Regnum Teutonicum wurde. Ab dieser Zeit setzte nach der langobardischen Einwanderung des 6. Jahrhunderts eine deutsche, hauptsächlich bairische Siedlungstätigkeit auch in Teilen des heutigen Trentino ein und südwärts darüber hinaus.
Die Grafschaft Trient wurde 1027 von Kaiser Konrad II. im Zuge des Reichskirchensystems innerhalb des Herzogtums Baiern dem Bischof von Trient zum Lehen gegeben. Der Bischof wurde gleichzeitig zum Reichsfürsten erhoben. Durch den alpinen südlichen Teil des Herzogtums Baierns führten die wichtigsten Pässe nach Reichsitalien. Die deutschen Könige und römisch-deutschen Kaiser sahen sie in der Hand der Bischöfe sicherer als in jener eines eventuell aufmüpfigen Adels.
Im Norden brachten die mit den mächtigen Welfen verwandten Grafen von Eppan und Ulten die zwischen der Töll bei Meran und der Salurner Klause rechts der Etsch gelegenen Teile des heutigen Südtirols unter ihre Kontrolle und entzogen sie den Fürstbischöfen von Trient. Nach ihrem Aussterben 1250 gingen das Ultental, mittlere Etschtal, Überetsch und Unterland an die Grafen von Tirol über, die seit 1150 auch die Vögte des Hochstifts Trient waren. Weitere Teile, so das Gebiet südlich von Salurn bis zur Einmündung von Noce und Avisio, kamen direkt zur Grafschaft Tirol, ebenso Herrschaften am Nonsberg, im Fleimstal und in der Valsugana. 1282 erlangte die Grafschaft Tirol die Reichsunmittelbarkeit und schied aus dem Herzogtum Baiern aus.
1363 ging die Grafschaft Tirol auf dem Erbweg an die Habsburger über, ebenso ihr Amt als Erbvögte der Hochstifte Trient und Brixen. In den ebenfalls 1363 von Rudolf IV. und dem Fürstbischof von Trient abgeschlossenen Kompaktaten, die in der Folgezeit mehrmals in abgeänderter Form erneuert wurden, sicherte sich Habsburg seine Einflusssphäre auf das nach wie vor reichsunmittelbare Fürstbistum Trient ab.
Die östlichen Teile des heutigen Trentino gehörten nur zum Teil zum geistlichen Reichsfürstentum Trient. Das Fassatal wurde im 11. Jahrhundert ein Teil des Hochstifts Brixen und gehörte bereits vor 952 zum Herzogtum Baiern, die Untere Valsugana und Primiero ein Teil des Hochstifts Feltre. Die Gebiete Feltres wurden im 14. Jahrhundert von den Habsburgern für Tirol gewonnen. Nachdem 1487 mit der Schlacht bei Calliano südlich von Trient der 1410 begonnene Expansionsdrang Venedigs Richtung Norden gestoppt werden konnte, gelangten die von Venedig besetzten Gebiete des Hochstifts Trient unter der Regierungszeit Kaiser Maximilian I. nach der Niederlage der Lagunenrepublik in der Schlacht von Agnadello im Jahr 1509 wieder an das Fürstbistum zurück. Teilweise gab Maximilian diese links der Etsch teilweise deutsch besiedelten Gebiete den Fürstbischöfen zurück, teilweise unterstellte er sie als „Welsche Confinen“ zur Grenzsicherung gegen Venedig direkt der Grafschaft Tirol.

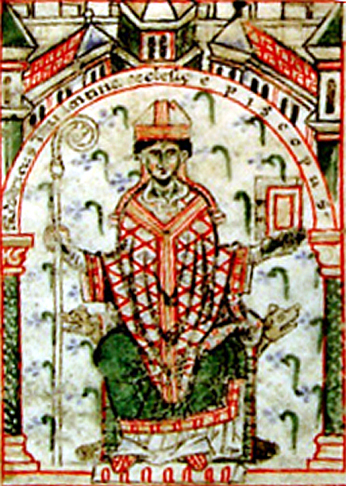
Fürstbischof Friedrich von Wangen
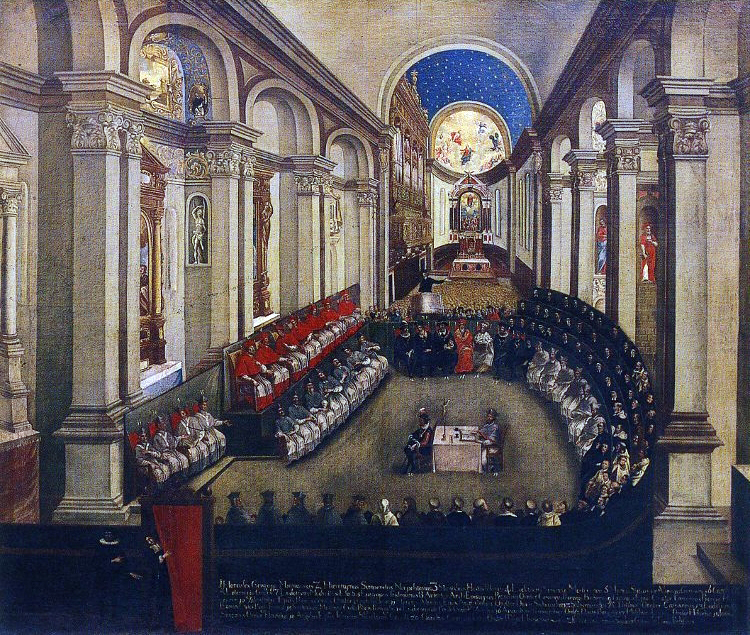
Konzil von Trient (1545–1563)
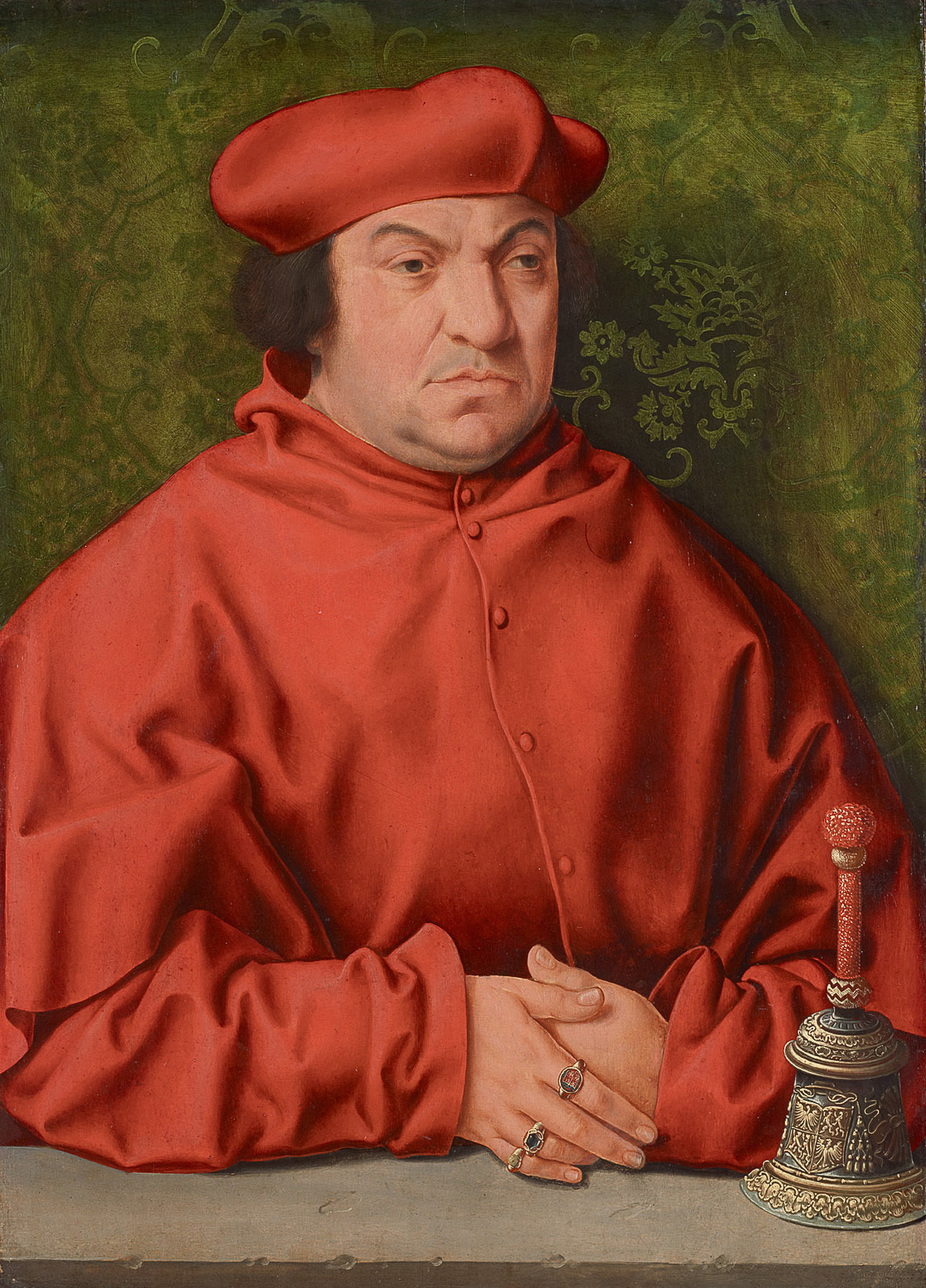
Fürstbischof Bernhard von Cles
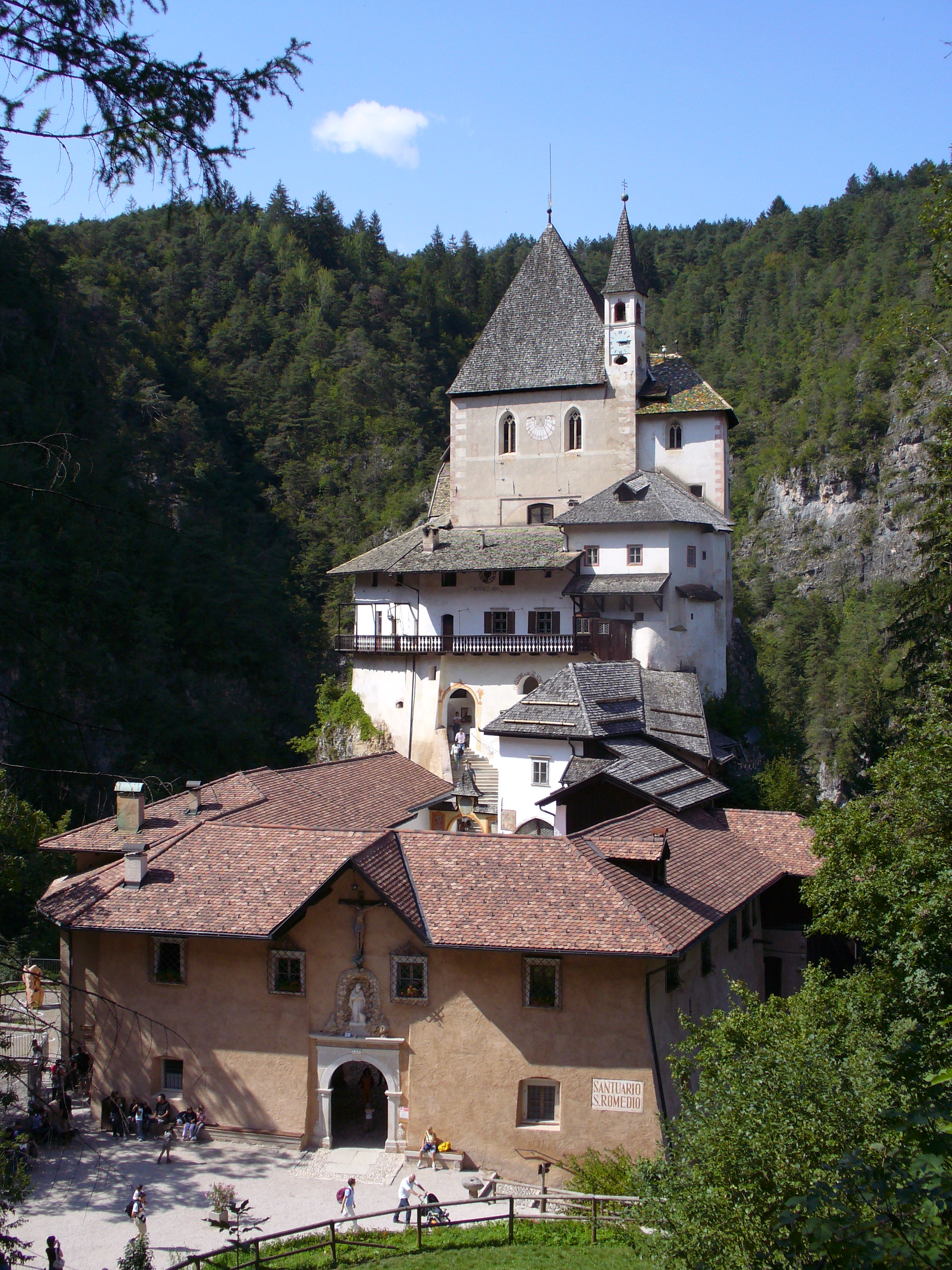
Wallfahrtsort San Romedio

### Moderne
Das geistliche Reichsfürstentum wurde 1803 mit dem Reichsdeputationshauptschluss mediatisiert und administrativ der Grafschaft Tirol eingegliedert.
Vom Territorium des heutigen Trentino gehörten vor 1803
- 54,1 % zum Hochstift Trient (mit 57,8 % der damaligen Einwohner)
- 40,8 % zur Grafschaft Tirol (40,6 % der Einwohner)
- und 5,1 % zum Hochstift Brixen (1,6 % der Einwohner).[25]

Mit dem Frieden von Preßburg wurde das als Tirolo meridionale, Welschtirol oder Tirolo italiano bezeichnete Gebiet nach der Niederlage Österreichs in der Schlacht von Austerlitz 1805 dem im Dritten Koalitionskrieg mit Napoleon I. verbündeten Bayern zugesprochen. Im Zuge der bayerischen Verwaltungsreform von 1808 wurden die beiden österreichischen Kreise Rovereto und Trient zum Etschkreis und damit das heutige Trentino erstmals in einer einzigen Verwaltungseinheit zusammengefasst. 1809 nahm Welschtirol am Tiroler Freiheitskampf unter Andreas Hofer teil. Nach Napoleons Sieg in der Schlacht bei Wagram und dem Friede von Schönbrunn besetzten französische und verbündete Truppen erneut Tirol. Im Februar 1810 trennte Napoleon Bonaparte den Etschkreis von Bayern und gliederte ihn als  Dipartimento Alto Adige dem stellvertretend von seinem Schwiegersohn Eugène Beauharnais regierten norditalienischen Königreich Italien an. Ebenso einen Teil des bayerischen Eisackkreises um Bozen samt dem Südtiroler Unterland. 1813 befreiten sich die Tiroler in einer Volkserhebung von der italienisch-französischen Herrschaft. Auf dem Wiener Kongress 1815 wurde das heutige Trentino wieder offiziell ein Teil Tirols und Österreichs.

Die Gefürstete Grafschaft Tirol in den Grenzen vor dem Ersten Weltkrieg

Nach 1815 wurden Teile von Adel und Bürgertum, vor allem Freiberufler, von der italienischen Nationalbewegung erfasst. Sie behaupteten, Welschtirol habe vor 1803 zur Gänze zum Hochstift Trient gehört und sei erst seit kurzem gegen seinen Willen zu einem Teil Tirols gemacht worden. Zudem sei Welschtirol einheitlich von Italienern bewohnt. Dass Teile des Trentino schon vor 1803 zur Grafschaft Tirol und zum Hochstift Brixen gehört hatten, wurde ebenso geleugnet wie die ladinische und deutschsprachige Präsenz.
Während des Risorgimento drangen im ersten italienischen Unabhängigkeitskrieg 1848 italienische Freikorps bis nach Vezzano etwa 10 Kilometer vor Trient vor, bis sie von österreichischen Truppen aufgehalten werden konnten. Im Dritten italienischen Unabhängigkeitskrieg 1866 zogen italienische Freischaren aus zwei Richtungen gegen Trient vor. In der Schlacht bei Bezzecca konnten die Truppen unter Giuseppe Garibaldi die Österreicher dabei ebenso besiegen, wie die von Giacomo Medici angeführten Truppen in der Valsugana. Die gleichzeitig von Preußen auferlegte Waffenruhe im Deutschen Krieg verhinderte einen weiteren Vormarsch des italienischen Verbündeten und führte zum Rückzug der italienischen Truppen aus dem Trentino. Die Folge war, dass auch nach dem Krieg von 1866, wonach die Habsburger Venetien räumen mussten, das Trentino unter der Herrschaft von Österreich-Ungarn blieb.
Im Laufe des 19. Jahrhunderts machten sich zunehmend wirtschaftliche Probleme bemerkbar, die zu einer Verarmung der überwiegend ländlichen Bevölkerung des Landes führte. Diese Probleme waren zum Teil hausgemacht, zum Teil aber auch durch äußere Faktoren bedingt. Der über Jahrhunderte hinaus vom Fürstbistum geprägte Führungsstil eines Ancien Régime und sein verkrusteter Verwaltungsapparat stellten sich nach der Eingliederung in das Habsburgerreich und seinen vergleichsweise modernen Staatsapparat als hinderlich heraus, was sich bei einer traditionell orientierten Gesellschaft noch verstärkt auswirkte. Mit dem Wegfall der Lombardei und Venetiens und der neuen Staatsgrenze im Süden, wurde nicht nur der Ex- und Import von Gütern und Waren in diese nahe liegenden Märkte erschwert, sondern auch eine Barriere zum angrenzenden italienischsprachigen Kulturraum errichtet. Letzteres fand ihren Ausdruck im Kampf um eine eigene italienische Universität, die in den sogenannten „Fatti di Innsbruck“ ihren Höhepunkt fand.
Die aufgrund der geographischen Bedingungen und der starken Fragmentierung des Grundeigentums rückständige landwirtschaftliche Produktion, die Veränderungen, wenn überhaupt nur eingeschränkt zuließ, war ebenfalls ein Faktor, der sich zunehmend negativ bemerkbar machte. Zudem ereigneten sich im Laufe des 19. Jahrhunderts eine Reihe von Naturereignissen, die die bereits angespannte Situation noch verschärfte, wie die schweren Überschwemmungen von 1882 und 1885, der Ausbruch der Maul- und Klauenseuche in den 1890er Jahren, die den Viehbestand drastisch reduzierte, der Ausbruch der Pébrine-Krankheit, die die Seidenraupenzucht traf oder der Befall der Weinreben durch die Peronospora gefolgt von einer Reblausplage in den 1900er Jahren. Die Verarmung der ländlichen Bevölkerung war an zwei Indikatoren abzulesen, die zwischen dem 19. und 20. Jahrhundert vermehrt in Erscheinung traten. Zum einen an der Pellagra, einer Mangelerkrankung aufgrund des vermehrten Konsums der auf Maismehl basierenden billigen, aber den Magen füllenden Polenta, die ab den 1880er Jahren endemisch auftrat, und zum anderen an der Auswanderung, die als letzter Ausweg aus der Misere angesehen wurde. Allein 1875 verzeichnete die k.k. statistische Zentral-Kommission in Wien fast 4800 Auswanderer aus dem Kronland Tirol, während es zwischen 1850 und 1874 etwas mehr als 4000 gewesen waren. 84 % der Auswanderer stammten dabei aus dem italienischsprachigen Landesteil Tirols.
Aus dieser Lage heraus entstand in Teilen der Bevölkerung der Wunsch nach mehr Selbstständigkeit und Autonomie, wie er beispielsweise von Alcide De Gasperi vorangetrieben wurde. Aber auch radikalere Strömungen wie der Irredentismus zogen daraus zum Teil ihre Existenzberechtigung. Letzterer bemühte sich, auch das Trentino mit seiner italienischsprachigen Bevölkerung mit dem neugegründeten Königreich Italien zu vereinen. Seit 1866 erhob eine radikale Strömung des italienischen Nationalismus Gebietsansprüche über den von Italienern bewohnten Raum hinaus. Gefordert wurde der Alpenhauptkamm als Nordgrenze Italiens, eine Forderung, die sich direkt gegen die Schweiz und vor allem gegen Österreich richtete. Nach dem Waffenstillstand von Villa Giusti am Ende des Ersten Weltkriegs wurde das Trentino von italienischen Truppen besetzt und im nachfolgenden Vertrag von Saint-Germain am 10. Oktober 1920 dem Königreich Italien angegliedert. Gleichzeitig erfolgte auch die Annexion Deutschsüdtirols und des von Ladinern bewohnten Teils von Tirol. Noch kurz vor dem Kriegseintritt Italiens hatte Alcide De Gasperi als Abgeordneter zum österreichischen Reichsrat die Gewissheit gegenüber dem österreichischen Botschafter in Rom, Karl von Macchio geäußert, dass bei einer Volksabstimmung 90 Prozent der Italiener Tirols für den Verbleib bei Österreich stimmen würden.
Im Ersten Weltkrieg kämpften rund 60.000 Welschtiroler in den Reihen der Österreich-Ungarischen Armee gegen Italien und an der Ostfront;
Über 11.000 Soldaten verloren dabei ihr Leben.
Rund 750 Trentiner desertierten und kämpften in den Reihen des italienischen Heers gegen Österreich.

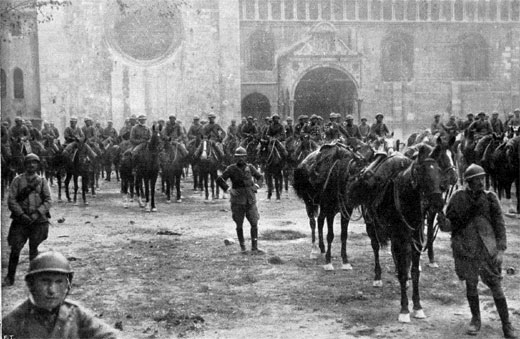
Italienische Truppen am 3. November 1918 auf dem Domplatz in Trient

Nach dem Ersten Weltkrieg wurden die neu annektierten Gebiete Tirols als Venezia Tridentina von einem italienischen Zivilkommissar verwaltet. Mit der Machtübernahme des italienischen Faschismus wurde am 21. Januar 1923 die Provinz Trient errichtet, der auch die ladinischen Gebiete und Südtirol unterstanden. Im selben Jahr wurden die ladinischen Täler Ampezzo, Colle Santa Lucia und Buchenstein (ladinisch Fodom, italienisch Livinallongo) der Provinz Belluno angeschlossen. 1927 wurde mit der Errichtung einer eigenen Provinz Bozen der größte Teil Südtirols von der Provinz Trient gelöst. Bei Trient blieben einige mehrheitlich deutschsprachige Gemeinden des Grenzgebiets zwischen den beiden Provinzen (vor allem im Unterland und am Deutschnonsberg). 1929 wurde Pedemonte von der Provinz Trient ausgegliedert und der Provinz Vicenza zugeschlagen. 1934 wurden dann die Gemeinden Valvestino und Magasa der Provinz Brescia angegliedert.
Mit der deutschen Besetzung Italiens im Zweiten Weltkrieg wurden die ehemaligen Tiroler Gebiete Italiens im September 1943 nicht von Italien getrennt, aber mit der Operationszone Alpenvorland (OZAV) einer deutschen Zivilverwaltung unterstellt. Die deutschsprachigen Gemeinden der Provinz Trient mit Ausnahme der Sprachinseln wurden mit der Provinz Bozen vereint.
Nach dem Zweiten Weltkrieg verlor die Provinz Trient zwar die deutschsprachigen Gemeinden des Grenzgebiets an die Provinz Bozen, dafür kam dem Trentino, insbesondere der Stadt Trient, eine wichtige Rolle innerhalb der neugegründeten Region Trentino-Tiroler Etschland zu. Italiens Ministerpräsident Alcide De Gasperi, selbst ein Trentiner aus Pieve Tesino, sorgte dafür, dass seinen Landsleuten eine weitgehende Autonomie zuerkannt wurde, wie sie ursprünglich nur für Südtirol vorgesehen war. Die Regionalregierung in Trient, wo die Italiener in der Mehrheit waren, war auch weitestgehend für die Belange der Südtiroler zuständig, was bei diesen für Unmut sorgte, weil damit die im Gruber-De-Gasperi-Abkommen versprochene Selbstverwaltung Südtirols umgangen wurde. Nach dem Autonomiestatut von 1972 hat das Trentino seine Autonomie beibehalten und zum Teil sogar ausbauen können: Allerdings ist es von Südtirol fast vollständig abgekoppelt worden und die Region hat nur mehr eine koordinierende Funktion zwischen den Provinzen. Bei Tesero in Val di Stava brach am 19. Juli 1985 der Damm eines Absetzbeckens eines Bergwerks und verursachte eine Flutwelle, die 268 Todesopfer forderte. In der Ortschaft Cavalese ereigneten sich 1976 und 1998 zwei schwere Unglücke der zur Alpe Cermis führenden Luftseilbahn. In der unmittelbaren Nachkriegszeit war das Trentino noch eine abgelegene, überwiegend landwirtschaftlich geprägte Region, erlebte aber in den Folgejahren des miracolo economico (Wirtschaftswunder) wie die Nachbarregionen Südtirol, Venetien und Friaul einen beträchtlichen Wirtschaftsaufschwung und gehört heute zu den wirtschaftlich erfolgreichsten und wohlhabendsten Italiens.

### Bevölkerungsentwicklung
| Jahr      | 1921    | 1971    | 1981    | 1991    | 2001    | 2011    | 2021    |
| --------- | ------- | ------- | ------- | ------- | ------- | ------- | ------- |
| Einwohner | 404.237 | 427.845 | 442.845 | 449.852 | 477.017 | 524.832 | 542.166 |

Quelle: Istituto di Statistica della Provincia di Trento – ISPAT
In der Vergangenheit kam es zu bedeutenden Veränderungen in der demographischen Entwicklung im Trentino. Wirkte sich bis in die 1970er Jahre hinein die Auswanderung negativ auf das Bevölkerungswachstum aus, spielt diese aufgrund des gestiegenen Wohlstandes seitdem keine Rolle mehr. Negativ bemerkbar machte sich dagegen ab den 1980er Jahren der Geburtenrückgang bei gleichzeitiger Überalterung und Anstieg der Sterberate. Der positive Saldo in der Bevölkerungsentwicklung ist ab diesem Zeitpunkt vor allem durch Einwanderung bedingt, wobei die im Vergleich zum übrigen Italien geringere Arbeitslosenquote einer der Hauptgründe für die Zuwanderung ist.
Die Bevölkerungsdichte von 86,8 Einwohner/km² (2016) ist aufgrund der geographischen Gegebenheiten, etwa 60 % der Landesoberfläche liegen über 1000 m s.l.m., ungleichmäßig verteilt und im Vergleich zum landesweiten Wert, 201 Einwohner/km² (2016), wesentlich geringer. Dabei waren in der Vergangenheit deutliche interne Migrationsprozesse zu beobachten. So nahm die Bevölkerung in der Höhenstufe bis 250 m s.l.m. seit den 1930er Jahren stark zu. Machte diese 1931 noch 37,4 % der Gesamtbevölkerung aus, betrug sie 2006 49,4 %. Bedingt war dieser Anstieg durch Strukturwandelprozesse, wie die Aufgabe der Berglandwirtschaft zugunsten des sekundären und tertiären Bereichs.

## Autonomie und Politik
Das Trentino ist eine Autonome Provinz und genießt dementsprechende Sonderrechte, die im Statut der Region Trentino-Südtirol verankert sind. Das Land hat weitgehende Kompetenzen in den Bereichen Raumordnung, Handwerk, Messen und Märkte, Jagd und Fischerei, Kommunikations- und Transportwesen, Fremdenverkehr und Gastgewerbe, Landwirtschaft, Kindergärten, Schulbau.
Große Teile der vom Staat eingetriebenen Steuern fließen in die Landeskassen zurück, von der Mehrwertsteuer bis hin zur Einkommens- und Körperschaftssteuer. Dafür muss das Land Funktionen wahrnehmen (wie z. B. das Schulwesen), die im übrigen Italien vom Staat ausgeübt werden, und diese auch finanzieren.
Wegen der effizienten Verwaltung und der finanziellen Vorzüge haben zahlreiche Gemeinden der Provinzen Belluno und Vicenza die Angliederung an das Trentino beantragt.
Nachdem über Jahrzehnte hinweg die italienischen Christdemokraten die Regierungsverantwortung hatten, hat es nach dem Politskandal Mani pulite ein Abwechseln verschiedener politischer Konstellationen gegeben.

### Trentiner Landeshauptleute
- 1948–1952: Giuseppe Balista (DC)
- 1952–1956: Remo Albertini (DC)
- 1956–1960: Riccardo Rosa (DC)
- 1960–1974: Bruno Kessler (DC)
- 1974–1979: Giorgio Grigolli (DC)
- 1979–1985: Flavio Mengoni (DC)
- 1985–1989: Pierluigi Angeli (DC)
- 1989–1992: Mario Malossini (DC)
- 1992–1994: Gianni Bazzanella (DC)
- 1994–1999: Carlo Andreotti (PATT)
- 1999–2012: Lorenzo Dellai (Margherita, UpT)
- 2013:–0000 Alberto Pacher (PD)
- 2013–2018: Ugo Rossi (PATT)
- seit 2018: Maurizio Fugatti (Lega)

## Wirtschaft
Landwirtschaft spielt im Trentino eine wichtige Rolle: Insbesondere die Produktion von Äpfeln der Sorte Golden Delicious nimmt hier einen hohen Stellenwert ein. Die Weinproduktion ist auch bedeutend.
Die Industrie beschäftigt rund 33 % der arbeitenden Bevölkerung. Viele Betriebe sind im Textil-, Holzverarbeitungs- und Druckereigewerbe tätig.

Signet des regionalen Tourismus-Marketings

Wichtigster Wirtschaftszweig ist der Dienstleistungssektor. Jeder zehnte Trentiner ist überdies bei der Landesverwaltung angestellt. Herausragend ist die Rolle des Tourismus. Touristische Zentren sind zunächst Trient selbst, dann die Wintersportorte Madonna di Campiglio, Canazei und San Martino di Castrozza, das Klettererzentrum Arco und das Windsurf-Zentrum Riva del Garda.
Das nominale Pro-Kopf-Einkommen lag 2015 bei 34.600 Euro, kaufkraftmäßig erreicht das Trentino einen Wert von 123 (EU-27 = 100). Mit einem Wert von 0,916 erreicht Trentino Platz 1 unter den 21 Regionen und autonomen Provinzen Italiens im Index der menschlichen Entwicklung.

## Einzelbelege
1. ↑  Bilancio demografico e popolazione residente per sesso al 31 dicembre 2024. ISTAT. (Bevölkerungsstatistiken des Istituto Nazionale di Statistica, Stand 31. Dezember 2024).
2. ↑  Die Entstehung eines Markenzeichens auf Italienisch, abgerufen am 23. Mai 2017.
3. ↑  Cesare Battisti: Il Trentino. Saggio di geografia fisica e di antropogeografia, S. 19.
4. ↑  Michael Mayr: Der italienische Irredentismus. 2. vermehrte und verbesserte Auflage. Innsbruck 1917, S. 261.
5. ↑  Francesco Vigilio Barbacovi: Considerazioni sulla prosperità dei popoli del Trentino ora riuniti al Regno d’Italia. Trento 1810.
6. ↑  Gioseffo Pinamonti: Trento. Sue vicinanze, commercio e costumi de’ Trentini. Trento 1836; hierzu ausf. Florian Huber: Religiöse Ethnographien. Religion, Raum und Nation in vormärzlichen Landesbeschreibungen. In: Hannes Obermair u. a. (Hrsg.): Regionale Zivilgesellschaft in Bewegung – Cittadini innanzi tutto. Folio, Wien/Bozen 2012, ISBN 978-3-85256-618-4, S. 12–31.
7. ↑  Michael Mayr: Der italienische Irredentismus. 2. vermehrte und verbesserte Auflage, Innsbruck 1917, S. 266.
8. ↑  vgl. Hans-Dieter Hübner: Unterwegs auf historischen Spuren. Wanderungen und Exkursionen zu den Schwerpunkten der österreich-ungarischen Südtiroloffensive 1916. Band 3, 2016: … südliche Teil der Grafschaft, man nannte ihn bis 1918 Welschtirol oder einfach Südtirol …
9. ↑  Anton von Lutterotti: Südtiroler Landeskunde. Athesia, Bozen 2000, S. 7.
10. ↑  Aree protette del Trentino. In: www.areeprotette.provincia.tn.it. Autonome Provinz Trient, abgerufen am 16. Juni 2020 (italienisch).
11. ↑  ZSC e ZPS in Trentino. Autonome Provinz Trient, abgerufen am 16. Juni 2020 (italienisch).
12. ↑  Riserve naturali provinciali. Autonome Provinz Trient, abgerufen am 16. Juni 2020 (italienisch).
13. ↑  Biotopi di interesse comunale. Autonome Provinz Trient, abgerufen am 16. Juni 2020 (italienisch).
14. ↑  Biosfera UNESCO “Alpi Ledrensi & Judicaria”. Autonome Provinz Trient, abgerufen am 16. Juni 2020 (italienisch).
15. ↑  Andrea Piazza et al.: Andamento climatico recente. In: Christian Ferrari, Alberto Carton (Hrsg.): Ghiacciai del Trentino: Ecosistemi di alta quota tra storia e ricerca. Cierre Edizioni, Sommacampagna 2025, ISBN 978-88-5520-309-8, S. 27.
16. ↑  Territorio Val d’Adige. In: comune.trento.it. Abgerufen am 1. Juli 2020 (italienisch).
17. ↑  Superficie territoriale e popolazione residente al 1.1.2017 per comunità di valle. In: statweb.provincia.tn.it. Istituto di statistica della provincia di Trento, archiviert vom Original (nicht mehr online verfügbar) am 17. Juni 2020; abgerufen am 29. Juni 2020 (italienisch).  Info: Der Archivlink wurde automatisch eingesetzt und noch nicht geprüft. Bitte prüfe Original- und Archivlink gemäß Anleitung und entferne dann diesen Hinweis.
18. ↑  Bonfadini, Giovanni: Il confine linguistico veneto-lombardo. In: Manlio Cortelazzo: Guida ai dialetti veneti. Band 5. CLEUP, Padua 1983, S. 23–59.
19. ↑  Z. B. „matèla“ vom Bairischen Madel.
20. ↑  Bernhard Wurzer: Die deutschen Sprachinseln in Oberitalien. 4. überarb. Ausgabe, Bozen 1977.
21. ↑  Bepe Richebuono: Breve storia dei Ladini dolomitici. Istitut Ladin Micurà de Rü, San Martin de Tor 1992.
22. ↑  Zugehörigkeit zur Bevölkerung ladinischer, fersentalerischer und zimbrischer Sprecher, nach Gemeinde und Wohngebiet – Volkszählung 2001 (PDF; 27 kB) Statistisches Jahrbuch (Annuario Statistico) 2006 der Autonomen Provinz Trient.
23. 1 2  Vorläufiges Endergebnis der Volkszählung 2011 (PDF; 202 kB), Statistikamt der Autonomen Provinz Trient.
24. ↑  Appartenenza alla popolazione di lingua ladina, mochena e cimbra, per comune ed area di residenza (censimento 2001). (PDF; 27 kB) Website „Minoranze Linguistiche“ der Autonomen Provinz Trient, abgerufen am 4. Oktober 2012 (italienisch).
25. ↑  Hermann Ignaz Bidermann: Die Italiener im Tirolischen Provinzial-Verbande. Innsbruck 1874, S. 61ff.
26. ↑  Clara Nardon: 1848: irredenti e compromessi: documenti, S. 11–19.
27. 1 2  Giovanni Olmi: La pellagra nel Trentino fra otto e novecento, S. 365–378.
28. ↑  Michael Gehler: Die fatti di Innsbruck oder der Sturm auf die italienische Rechtsfakultät am 4. November 1904. Ein Ereignis im gesamtpolitischen Kontext der ausklingenden Habsburger Monarchie, in: Michael Gehler, Günther Pallaver: Universität und Nationalismus. Innsbruck 1904 und der Sturm auf die italienische Rechtsfakultät. Trient 2013, S. 19–55.
29. ↑  Alberto Mosca: Economia in Anaunia: Uno sguardo storico. Cassa Rurale Val di Non, Cles 2019, S. 18 (PDF).
30. ↑  Paolo Piccoli, Armando Vadagnini: De Gasperi. Un trentino nella storia d’Europa. Soveria Mannelli, 2004, S. 103.
31. ↑  Claus Gatterer: Erbfeindschaft Italien-Österreich. München/Zürich 1972, S. 138.
32. ↑  Tiroler Ehrenbuch – Digital
33. ↑  Datenbank der im Ersten Weltkrieg gefallenen Trentiner (italienisch), abgerufen am 15. November 2017.
34. ↑  Miria Manzana: Volontari trentini nell’esercito italiano, trentinocultura.net
35. ↑  Popolazione residente ai censimenti e superficie territoriale per comunità di valle (1921-2011). Istituto di Statistica della Provincia di Trento, abgerufen am 16. November 2019 (italienisch).
36. ↑  L’economia trentina: demografia, occupazione e reddito prodotto – Aspetti demografici (italienisch) abgerufen am 23. November 2018
37. ↑  Distribuzione della superficie territoriale per fascia altimetrica (italienisch) abgerufen am 23. November 2018
38. ↑  Provincia Autonoma di Trento – Servizio Statistica: Studi monografici: Un’analisi dinamica della popolazione residente in provincia di trento attraverso i censimenti, S. 15–16.
39. ↑  Eurostat. (PDF) Abgerufen am 15. April 2018.
40. ↑  Sub-national HDI – Area Database – Global Data Lab. Abgerufen am 12. August 2018 (englisch).

Koordinaten: 46° 4′ N, 11° 7′ O
Autonome Provinz Bozen – Südtirol |
Autonome Provinz Trient
Alta Valsugana e Bersntol |
Altipiani Cimbri |
Alto Garda e Ledro |
Fascia |
Giudicarie |
Paganella |
Primiero |
Rotaliana-Königsberg |
Valle di Cembra |
Val di Fiemme |
Vallagarina |
Valle dei Laghi |
Val di Non |
Valle di Sole |
Valsugana e Tesino 
Territorio della Val d'Adige 
Ala |
Albiano |
Aldeno |
Altavalle |
Altopiano della Vigolana |
Amblar-Don |
Andalo |
Arco |
Avio |
Baselga di Piné |
Bedollo |
Besenello |
Bieno |
Bleggio Superiore |
Bocenago |
Bondone |
Borgo Chiese |
Borgo d’Anaunia |
Borgo Lares |
Borgo Valsugana |
Brentonico |
Bresimo |
Caderzone Terme |
Calceranica al Lago |
Caldes |
Caldonazzo |
Calliano |
Campitello di Fassa |
Campodenno |
Canal San Bovo |
Canazei |
Capriana |
Carisolo |
Carzano |
Castel Condino |
Castel Ivano |
Castello Tesino |
Castello-Molina di Fiemme |
Castelnuovo |
Cavalese |
Cavareno |
Cavedago |
Cavedine |
Cavizzana |
Cembra Lisignago |
Cimone |
Cinte Tesino |
Cis |
Civezzano |
Cles |
Comano Terme |
Commezzadura |
Contà |
Croviana |
Dambel |
Denno |
Dimaro Folgarida |
Drena |
Dro |
Fai della Paganella |
Fiavé |
Florutz |
Folgaria |
Fornace |
Garniga Terme |
Gereut |
Giovo |
Giustino |
Grigno |
Imer |
Isera |
Lavarone |
Lavis |
Ledro |
Levico Terme |
Livo |
Lona-Lases |
Lusern |
Madruzzo |
Malé |
Massimeno |
Mazzin |
Mezzana |
Mezzano |
Mezzocorona |
Mezzolombardo |
Moena |
Molveno |
Mori |
Nago-Torbole |
Nogaredo |
Nomi |
Novaledo |
Novella |
Ospedaletto |
Ossana |
Palù del Fersina |
Panchià |
Peio |
Pellizzano |
Pelugo |
Pergine Valsugana |
Pieve Tesino |
Pieve di Bono-Prezzo |
Pinzolo |
Pomarolo |
Porte di Rendena |
Predaia |
Predazzo |
Primiero San Martino di Castrozza |
Rabbi |
Riva del Garda |
Romeno |
Roncegno Terme |
Ronchi Valsugana |
Ronzo-Chienis |
Ronzone |
Rovereto |
Roveré della Luna |
Ruffrè-Mendola |
Rumo |
Sagron Mis |
Samone |
San Giovanni di Fassa |
San Lorenzo Dorsino |
San Michele all’Adige |
Sant’Orsola Terme |
Sanzeno |
Sarnonico |
Scurelle |
Segonzano |
Sella Giudicarie |
Sfruz |
Soraga di Fassa |
Sover |
Spiazzo |
Spormaggiore |
Sporminore |
Stenico |
Storo |
Strembo |
Telve |
Telve di Sopra |
Tenna |
Tenno |
Terragnolo |
Terre d’Adige |
Terzolas |
Tesero |
Tione di Trento |
Ton |
Torcegno |
Trambileno |
Tre Ville |
Trient |
Valdaone |
Valfloriana |
Vallarsa |
Vallelaghi |
Vermiglio |
Vignola-Falesina |
Villa Lagarina |
Ville d’Anaunia |
Ville di Fiemme |
Volano |
Ziano di Fiemme
Nordtirol |
Osttirol |
Südtirol |
Welschtirol